# 28 de julio
El 28 de julio es el 209.º (ducentésimo noveno) día del año en el calendario gregoriano y 210.º en los años bisiestos. Quedan 156 días para finalizar el año.

## Acontecimientos
- 612: en la actual Corea, 10 000 soldados del antiguo reino Goguryeo vencen a 305 000 soldados invasores del Imperio chino en la batalla de Salsu. El general coreano Eulji Mundeok hace romper una represa del río Salsu y mata así a 302 700 soldados chinos. Esta batalla es considerada como el más letal de todos los combates clásicos —solo superado por las batallas de la Primera Guerra Mundial (1914-1918)—.
- 1330: en Kyustendil (en el extremo oeste de Bulgaria), el ejército serbio vence al ejército búlgaro en la batalla de Velbazhd.

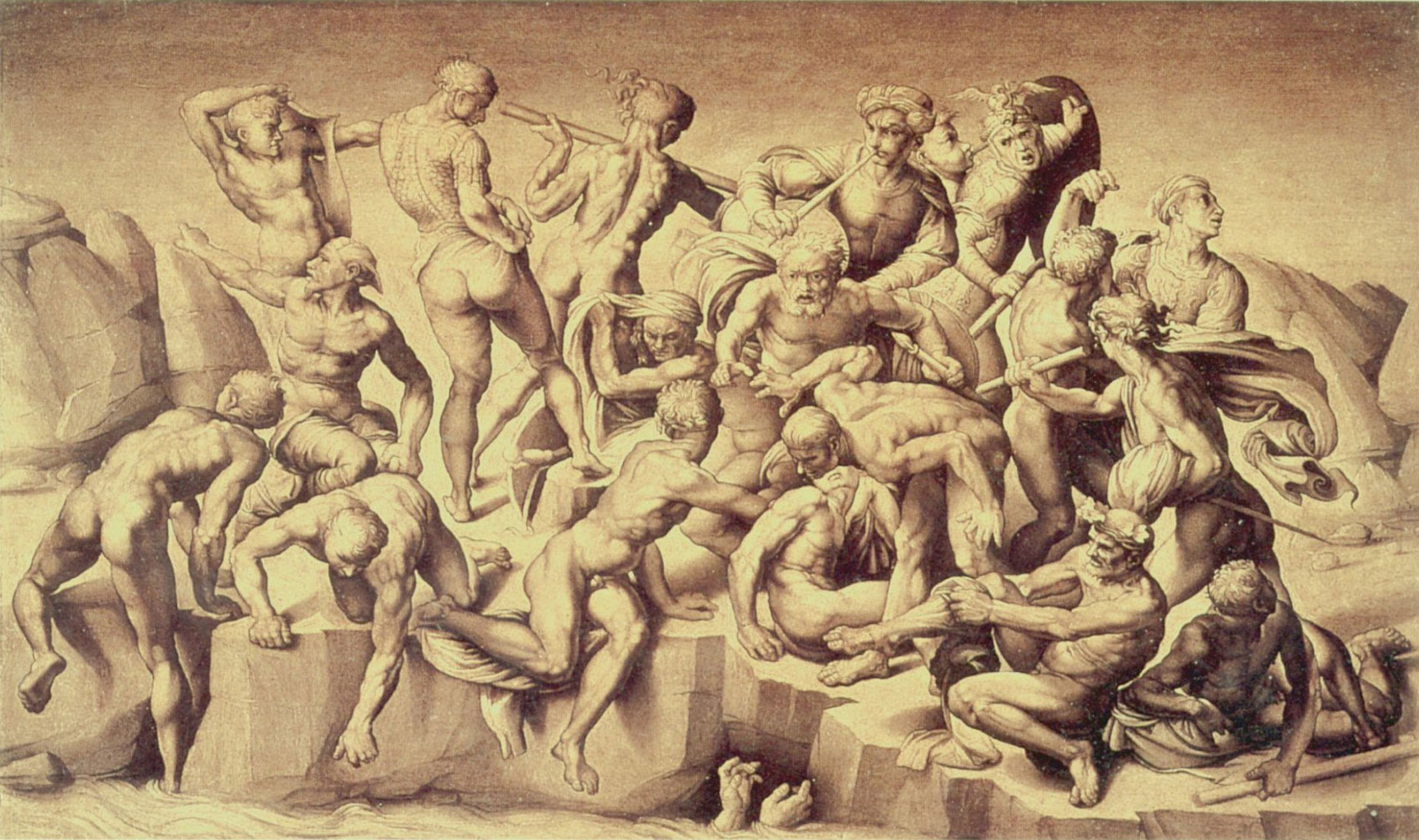
Copia del dibujo de Miguel Ángel, de la parte central de La batalla de Cascina.

- 1364: las tropas de la República de Pisa y la República de Florencia se enfrentan en la batalla de Cascina.
- 1369: se produce el Sitio de Algeciras, con el cual rey Muhammed V del Reino de Granada con el objetivo de recuperar la ciudad de Al-Yazirat Al-Hadra (Algeciras), al Reino de Castilla.
- 1488: se produce la batalla de Saint-Aubin-du-Cormier donde las tropas del rey de Francia derrotan a las del duque de Bretaña Francisco II y sus aliados.
- 1508: en Roma (Italia), una bula del papa Julio II concede a los Reyes de España el patronato sobre las iglesias de América.
- 1540: Thomas Cromwell es ejecutado por orden de Enrique VIII de Inglaterra bajo los cargos de traición. Enrique se casa con su quinta mujer, Catherine Howard ese mismo día.
- 1571: en Filipinas, los españoles fundan La Laguna.
- 1590: en el Virreinato del Perú, el gobernador de Santa Cruz, Lorenzo Suárez de Figueroa, nombra a Gonzalo Solíz de Holguín su teniente general, y justicia mayor de la gobernación. Este cooperó con Suárez en la traslación de San Lorenzo a Cotoca, en 1591 y posteriormente a la Punta de San Bartolomé (actual Santa Cruz) en 1595.
- 1748: en Oporto (Portugal) se abre al culto la Iglesia de los Clérigos sin estar completamente acabada.
- 1778: Constitución de la provincia de Cantabria en la Casa de Juntas de Puente San Miguel.

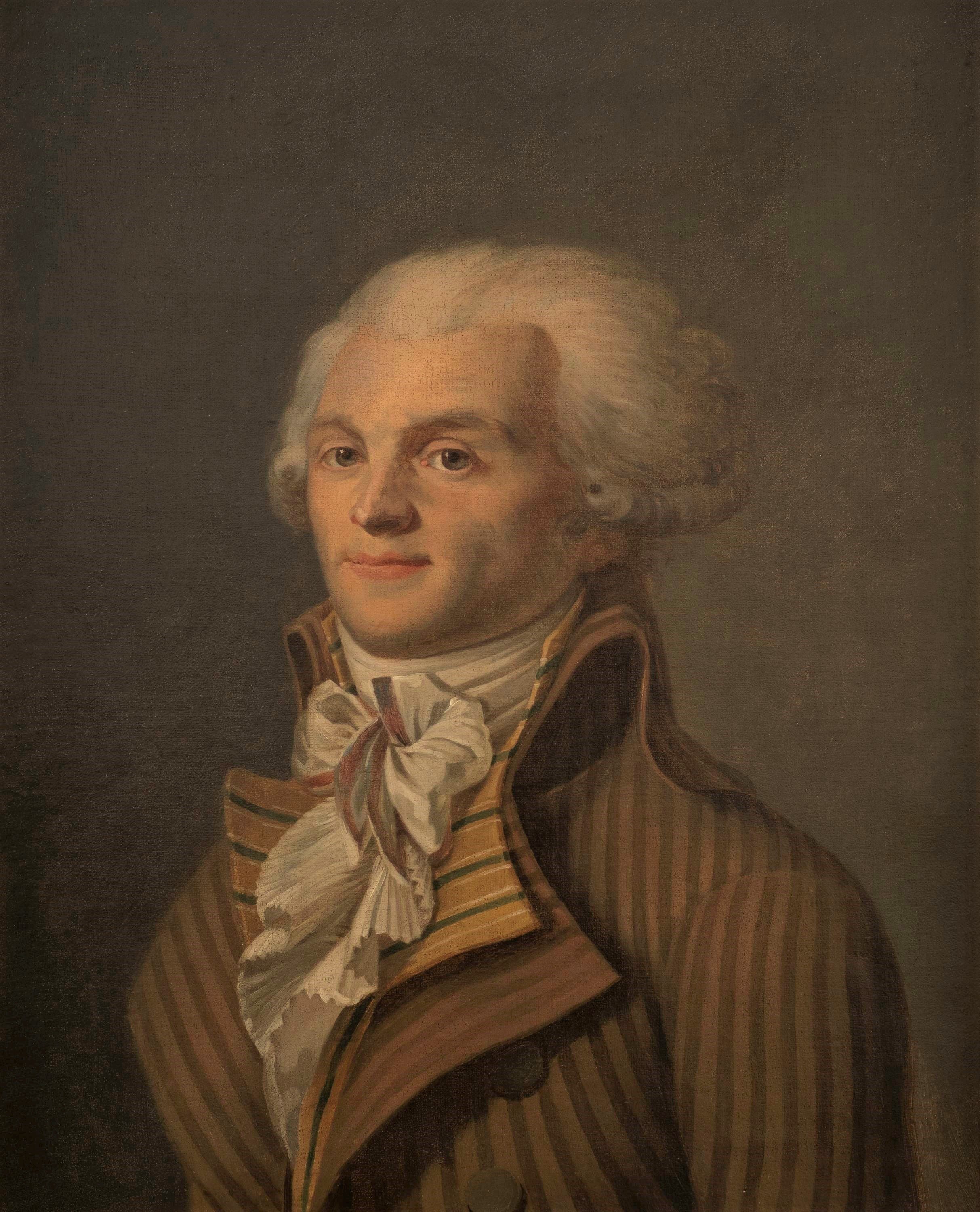
Maximilien Robespierre.

- 1794: en París (Francia), Maximilien Robespierre y Louis Antoine de Saint-Just son ejecutados por la guillotina en París.
- 1809: sir Arthur Wellesley, primer duque de Wellington derrota a uno de los ejércitos del rey José I Bonaparte en la batalla de Talavera.
- 1821: en Lima (Perú), el general argentino José de San Martín proclama la Independencia del Perú.
- 1823: en Bogotá (Colombia), se funda el Museo Nacional de Colombia y la Escuela de Minas.
- 1849: en la ciudad argentina de Concepción del Uruguay, el general Justo José de Urquiza funda el Colegio del Uruguay.
- 1865: llegada de los primeros colonos galeses a las costas de Puerto Madryn (provincia del Chubut), marcando el inicio formal de la colonización galesa en Argentina. Y el primer poblamiento no originario al sur del Río Negro exitoso, tras 300 años de intentos fallidos.
- 1868: contraen matrimonio el futuro rey Federico VIII de Dinamarca y la princesa Luisa de Suecia.
- 1886: se crea, por ley bonaerense N.º 1827, el Partido de Adolfo Alsina en la Provincia de Buenos Aires, República Argentina.
- 1901: se produce la batalla de San Cristóbal en el marco de la invasión a Venezuela contra Cipriano Castro dirigida por el general Carlos Rangel Garbiras con el apoyo del gobierno conservador colombiano.
- 1904: en Buenos Aires (Argentina) se funda el Club Ferro Carril Oeste.
- 1914: el Imperio austrohúngaro declara la guerra al reino de Serbia, dando inicio a la Primera Guerra Mundial.
- 1927: en Perú se funda el club Sport Boys Association.
- 1933: se restablecen las relaciones diplomáticas entre España y la Unión Soviética.
- 1936: En el contexto de la guerra civil española, milicianos republicanos asaltan el Palacio Episcopal y la Catedral de Cuenca (España), donde profanan sus reliquias y queman el cuerpo incorrupto de San Julián.[1]
- 1943: en Alemania ―en el marco de la Segunda Guerra Mundial― los británicos bombardean la población civil de la ciudad de Hamburgo (Operación Gomorra). Estos bombardeos causan 42 000 muertos (hombres, mujeres y niños).
- 1945: Segunda Guerra Mundial: se produce el bombardeo de Kure donde la aviación naval estadounidense (con el apoyo de aviones de la British Pacific Fleet) culminó con la destrucción de los pocos remanentes de la Flota Imperial Japonesa.
- 1945: en Lima (Perú), José Luis Bustamante y Rivero asume el cargo de presidente.
- 1950: en Lima (Perú), Manuel A. Odría asume el cargo de presidente.
- 1950: cerca de la aldea de Nogun-Ri, a 160 km al sureste de Seúl (Corea del Sur), sucede el tercer día de la Masacre de No Gun Ri: soldados estadounidenses asesinan a lo largo de tres días a unos 300 refugiados surcoreanos, en su mayoría mujeres y niños.
- 1955: en Tours (Francia), la Union Mundial pro Interlingua se funda con el primer congreso del idioma interlingua.
- 1956: Manuel Prado Ugarteche asume por segunda vez el cargo de presidente del Perú de manera no consecutiva.
- 1957: en México, un terremoto de magnitud 7,9 en la escala de magnitud de momento (intensidad IX) y con epicentro cerca de Acapulco, causa grandes daños en la Ciudad de México ―entre otros la caída del Ángel de la Independencia―.
- 1957: en Santiago de Chile se crea el Partido Demócrata Cristiano de Chile.
- 1957: en Argentina se celebran elecciones de convencionales ―con el Partido Peronista prohibido―: votos en blanco: 2,12 millones; UCR: 2,11 millones; UCR Intransigente: 1,85 millones.
- 1960: Participación de la Fuerza Aérea Argentina en un conflicto extra continental. Participa en la Misión de las Naciones Unidas en la República Democrática del Congo. Se realizan misiones de transporte aéreo; de reconocimiento, exploración, búsqueda y rescate, abastecimiento, traslado de autoridades de la ONU y tropas, evacuación sanitaria y apoyo humanitario.
- 1963: en Lima (Perú), Fernando Belaúnde Terry asume el cargo de presidente.
- 1965: el presidente Lyndon B. Johnson ―en el marco de la guerra de Vietnam― anuncia que incrementará el número de soldados en Vietnam del Sur, de 75 000 a 125 000.
- 1966: en proximidades de Llanquera, en Oruro (Bolivia) se estrella un avión espía estadounidense Lockheed U-2. Se supone que el piloto estaba muerto cuando cayó el avión. El Gobierno de Estados Unidos afirma que el avión espía Lockheed U-2 fue derribado sobre Cuba.
- 1976: en China sucede el terremoto de Tangshan, que deja 242 000 muertos (según cifras oficiales), aunque pueden haber sido muchos más. Es el segundo más mortífero de la historia: el primero fue en 1556 en Shanxi (China), con más de 830 000 muertos.
- 1980: en Lima (Perú), Fernando Belaúnde Terry asume por segunda vez el cargo de presidente de manera no consecutiva.
- 1985: en Lima (Perú), Alan García Pérez asume por primera vez el cargo de presidente.
- 1989: en el Reino de España, El Dioni (Dionisio Rodríguez Martín) roba un furgón con 320 millones de pesetas.
- 1990: en Lima (Perú), Alberto Fujimori asume por primera vez el cargo de presidente.
- 1991: el ciclista español Miguel Induráin gana su primer Tour de Francia.
- 1993: en el estado Quintana Roo (México) se crea el municipio de Solidaridad, después de la aprobación del Congreso del Estado.
- 1993: Andorra es admitida en las Naciones Unidas.
- 1995: en Lima (Perú), Alberto Fujimori asume por segunda vez el cargo de presidente.
- 1996: se abre la transmisión del canal alemán Junior
- 1997: se abre la transmisión del canal alemán Junior en Israel
- 2000: en Lima (Perú), Alberto Fujimori asume por tercera vez el cargo de presidente a pesar de una revuelta que se produjo en la capital, llamada la Marcha de los Cuatro Suyos, que causó grandes destrozos, seis muertos y cientos de heridos.
- 2001: en Lima (Perú), Alejandro Toledo asume el cargo de presidente.
- 2005: presentación en público del avión Honda HA-420 HondaJet.
- 2005: el IRA Provisional anuncia un cese al fuego definitivo.
- 2006: en Lima (Perú), Alan García Pérez asume por segunda vez el cargo de presidente.
- 2011: en Lima (Perú), Ollanta Humala asume el cargo de presidente.
- 2016: en Lima (Perú), Pedro Pablo Kuczynski asume el cargo de presidente.
- 2019: el ciclista Egan Bernal gana su primer Tour de Francia, convirtiéndose en el primer ciclista colombiano y latinoamericano en conseguirlo.
- 2021:  en Lima (Perú), asume como presidente del Perú Pedro Castillo.
- 2022: en Argentina, es designado Sergio Massa como "Superministro" de Economía, Desarrollo Productivo y Agricultura, Ganadería y Pesca.[2]
- 2024: en Venezuela se celebran las elecciones presidenciales para el mandato 2025-2031.

## Nacimientos

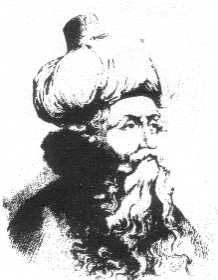
Ibn Arabi.

- 1165: Ibn Arabi, sufi nacido en la actual Murcia, España. (f. 1240).
- 1347: Margarita de Durazzo, reina consorte de Nápoles (f. 1412).
- 1516: Guillermo V de Cléveris, aristócrata alemán (f. 1592).
- 1575: Fernando de Valdés y Llano, obispo español (f. 1639).
- 1609: Judith Leyster, pintora neerlandesa (f. 1660).
- 1617: Nicolás Antonio, erudito español (f. 1684).

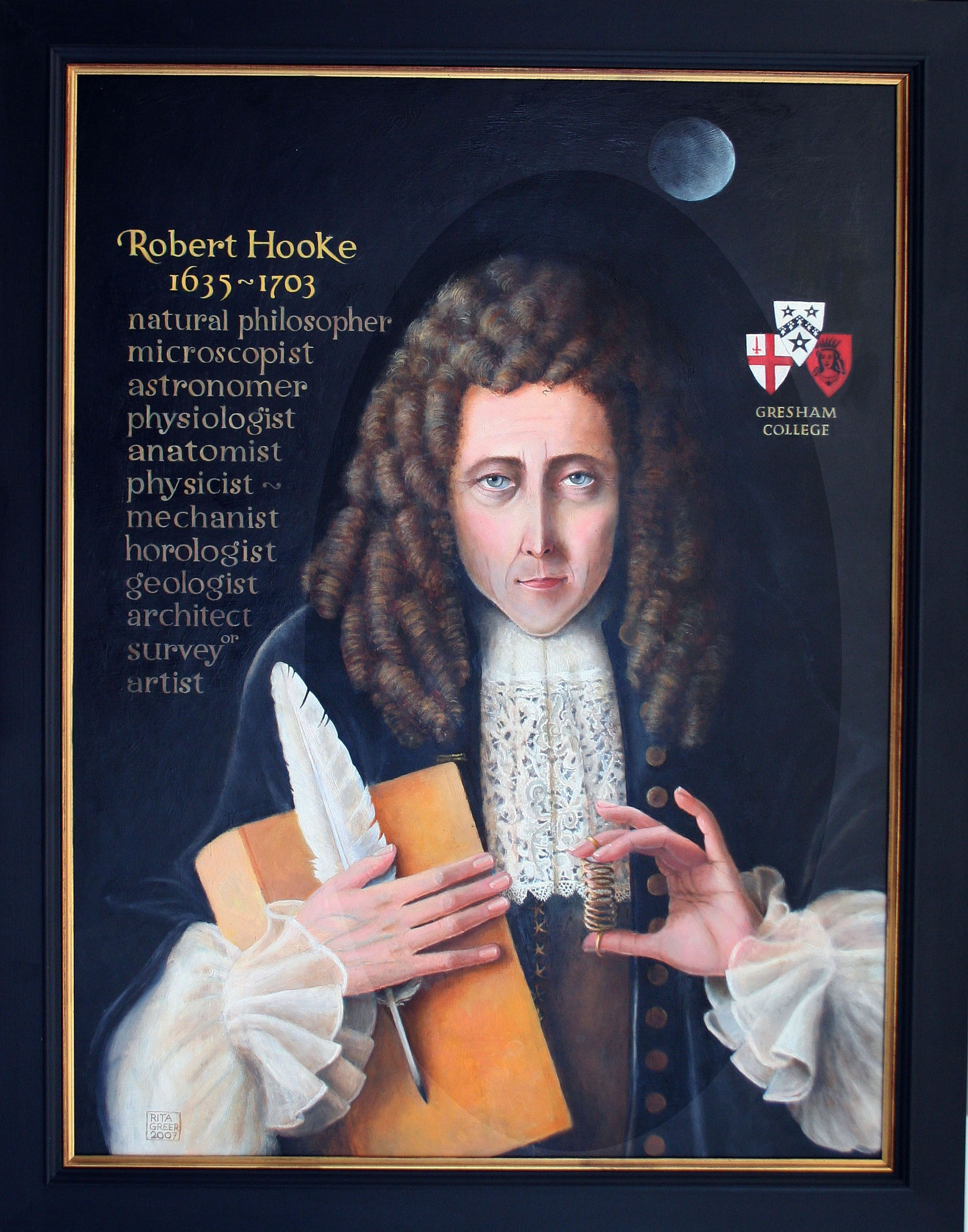
Robert Hooke.

- 1635: Robert Hooke, científico y filósofo británico (f. 1703).
- 1750: Fabre d'Églantine, político y dramaturgo francés (f. 1794).
- 1750: Pedro Inocencio Bejarano, obispo español (f. 1818).
- 1777: Guillermo II de Hesse-Kassel, miembro de la familia real de Dinamarca (f. 1847).
- 1786: José Ignacio Zenteno, político y militar chileno (f. 1847).
- 1787: Pedro Vélez, político, jurista y filósofo mexicano (f. 1848).
- 1792: Liborio Mejía, político y militar colombiano, líder de la independencia (f. 1816).
- 1796: Ignaz Bösendorfer, músico austríaco (f. 1859).
- 1800: Frédérick Lemaître, actor francés (f. 1876).
- 1800: Charles Henri Pellegrini, ingeniero argentino (f. 1875).
- 1801: Rufino Cuervo, político y periodista colombiano (f. 1853).

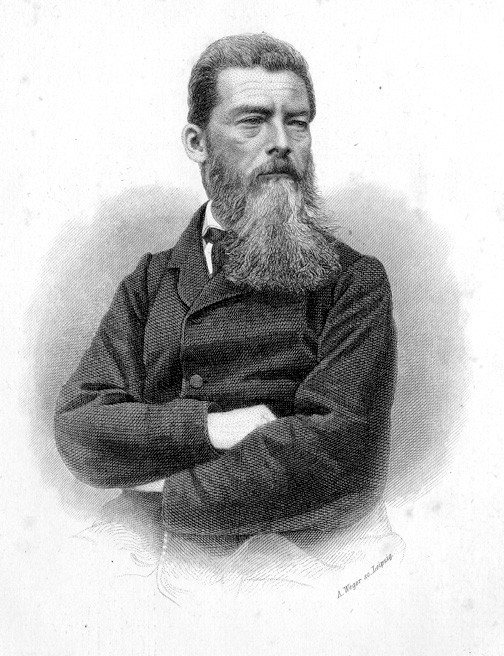
Ludwig Feuerbach.

- 1804: Ludwig Feuerbach, filósofo, antropólogo y biólogo alemán (f. 1872).
- 1805: Giuditta Grisi, mezzosoprano italiana (f. 1840).
- 1807: Nazario Toledo, médico guatemalteco (f. 1887).
- 1831: Federico Marriot y Rivero, comerciante y hacendado peruano.
- 1833: Inocencio María Yéregui, obispo español (f. 1890).
- 1842: Luis Beláustegui, político argentino (f. 1909).
- 1843: William Turner Thiselton Dyer, botánico británico (f. 1928).
- 1844: Gerard Manley Hopkins, poeta británico (f. 1889).
- 1844: Vincze von Borbás, botánico húngaro (f. 1905).
- 1845: Émile Boutroux, filósofo francés (f. 1921).
- 1846: Joaquín Montaña, militar argentino (f. 1922).
- 1851: Theodor Lipps, filósofo y psicólogo alemán (f. 1914).
- 1851: Manuel Raimundo Querino, intelectual brasileño (f. 1923).
- 1852: Jacobo Roche, político británico (f. 1920).
- 1854: Guillermo Tell Villegas Pulido, periodista y político venezolano (f. 1949).
- 1859: Mary Anderson, actriz estadounidense (f. 1940).
- 1860: Anastasia Mijáilovna Románova, Gran Duquesa de Rusia (f. 1922).
- 1862: Silvestre Ochagavía Echaurren, industrial vinícola (f. 1934).

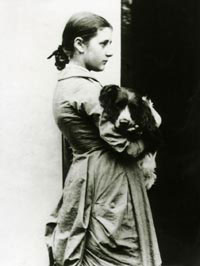
Beatrix Potter.

- 1866: Beatrix Potter, escritora de cuentos infantiles británica (f. 1943).
- 1866: Albertson Van Zo Post, esgrimista estadounidense (f. 1938).
- 1867: Charles Perrine, astrónomo estadounidense radicado en Argentina (f. 1951).
- 1868: Giuseppe Pellizza da Volpedo, pintor italiano (f. 1907).
- 1869: Émile Masson, escritor anarquista francés (f. 1923).
- 1870: Mariano José de Escalada, obispo argentino (n. 1799).
- 1871: Ralph Nelson Elliott, economista estadounidense (f. 1948).
- 1872: Albert Sarraut, político francés (f. 1962).
- 1874: Agustín Víctor Casasola, fotógrafo mexicano (f. 1938).
- 1874: Ernst Cassirer, filósofo alemán (f. 1945).
- 1874: Joaquín Torres García, pintor uruguayo (f. 1949).
- 1875: Julián García Núñez, arquitecto argentino (f. 1944).
- 1877: Andrés Barbero, científico y humanista paraguayo (f. 1951).
- 1878: Emiliano Iglesias, político español (f. 1941).
- 1878: Don Marquis, escritor y humorista estadounidense (f. 1937).
- 1879: Eduardo Arrieta León, militar mexicano (f. 1949).
- 1879: Gabriel Miró, escritor español (f. 1930).
- 1879: Eduardo Rugama, actor mexicano (f. 1952).
- 1883: Vittorio Valletta, ingeniero italiano (f. 1967).
- 1886: Marcel Jousse, historiador francés (f. 1961).

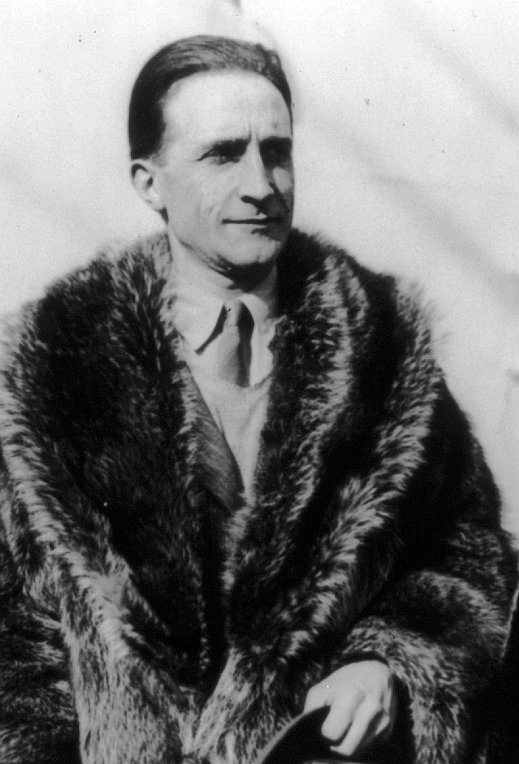
Marcel Duchamp.

- 1887: Marcel Duchamp, artista francés (f. 1968).
- 1887: Tetsu Katayama, político japonés (f. 1978).
- 1889: John Torrence Tate, físico estadounidense (f. 1950).
- 1890: Pinchus Krémègne, pintor y escultor francés (f. 1981).
- 1893: Rued Langgaard, compositor danés (f. 1952).
- 1893: Juan Rodríguez Lozano, militar español (f. 1936).
- 1894: Freda Dudley Ward, amante de Eduardo VIII del Reino Unido (f. 1983).
- 1896: Barbara La Marr, actriz estadounidense (f. 1926).
- 1897: José Aguilar y Maya, político mexicano (f. 1966).
- 1898: Pablo Cumo, actor argentino (f. 1992).
- 1898: Edward Lawry Norton, ingeniero y científico estadounidense (f. 1983).
- 1899: Alberto Gambino, bandoneonista, violinista, director de orquesta y compositor argentino (f. 1987).
- 1900: Dorothy Macmillan, aristócrata británica (f. 1966).
- 1900: Vladímir Tríbuts, almirante soviético (f. 1977)
- 1901: Pedro Arnal de Castro, educador venezolano (f. 1949).
- 1901: Eduardo Víctor Haedo, político, pintor y periodista uruguayo (f. 1970).
- 1901: Rudy Vallée, cantante y saxofonista estadounidense (f. 1986).
- 1902: Víctor Chumillas, religioso y beato español (f. 1936).
- 1902: Albert Namatjira, pintor australiano (f. 1959).

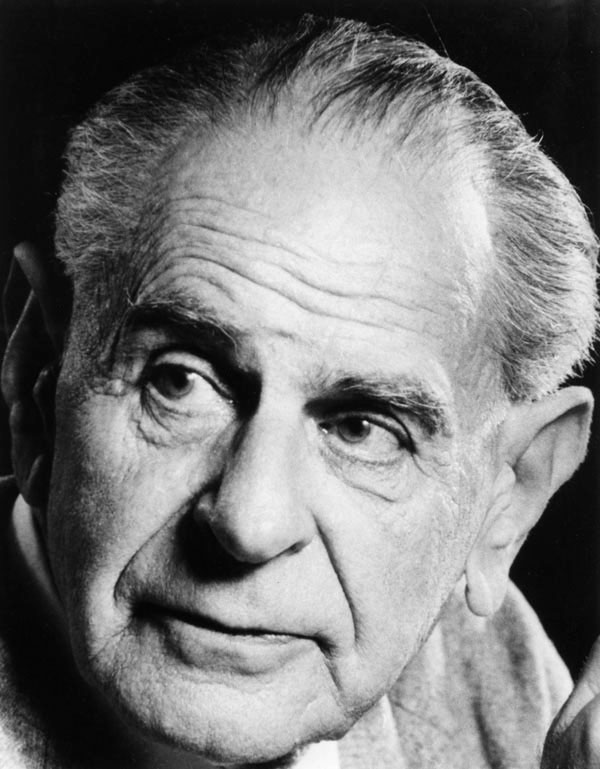
Karl Popper.

- 1902: Karl Popper, filósofo británico (f. 1994).
- 1903: Duane Thompson, actriz estadounidense (f. 1970).
- 1903: Silvina Ocampo, escritora argentina.
- 1904: Elyesa Bazna, espía albanés (f. 1970).
- 1904: Pável Cherenkov, físico soviético, premio nobel de física en 1958 (f. 1990).
- 1904: Selwyn Lloyd, político británico (f. 1978).
- 1906: Manuel González-Mesones, político español (f. 1980).
- 1907: Blanche Mehaffey, actriz estadounidense (f. 1958).
- 1907: Earl Tupper, inventor estadounidense (f. 1983).
- 1909: Malcolm Lowry, novelista británico (f. 1957).
- 1910: Bill Goodwin, actor y locutor estadounidense (f. 1958).
- 1911: Ann Doran, actriz estadounidense (f. 2000).
- 1911: La Niña de La Puebla, cantaora española (f. 1999).
- 1913: Héctor Domingo Maya, político argentino (f. 1985).
- 1914: Dino Formaggio, filósofo italiano (f. 2008).
- 1915: Pedro D'Aguillón, actor mexicano (f. 2002).
- 1915: Dick Sprang, dibujante estadounidense (f. 2000).
- 1915: Charles Hard Townes, físico estadounidense, premio nobel de física en 1964 (f. 2015).
- 1916: David Brown, productor estadounidense de cine (f. 2010).
- 1917: Irving Copi, filósofo estadounidense (f. 2002).
- 1917: Gloria Fuertes, poetisa española (f. 1998).
- 1918: Tomás Álvarez de los Ríos, escritor cubano (f. 2008).
- 1918: George Rowland Stanley Baring, banquero y diplomático británico (f. 1991).
- 1918: José Manuel Siso Martínez, intelectual y político venezolano (f. 1971).
- 1919: Milan Horvat, director de orquesta croata (f. 2014)
- 1920: Andrew V. McLaglen, cineasta británico (f. 2014).
- 1920: Sidónio Muralha, escritor portugués (f. 1982).
- 1921: Melba Hernández Rodríguez, abogada, activista y diplomática cubana.
- 1921: Emir Rodríguez Monegal, crítico literario uruguayo (f. 1985).
- 1922: Sonny Hertzberg, baloncestista estadounidense (f. 2005).

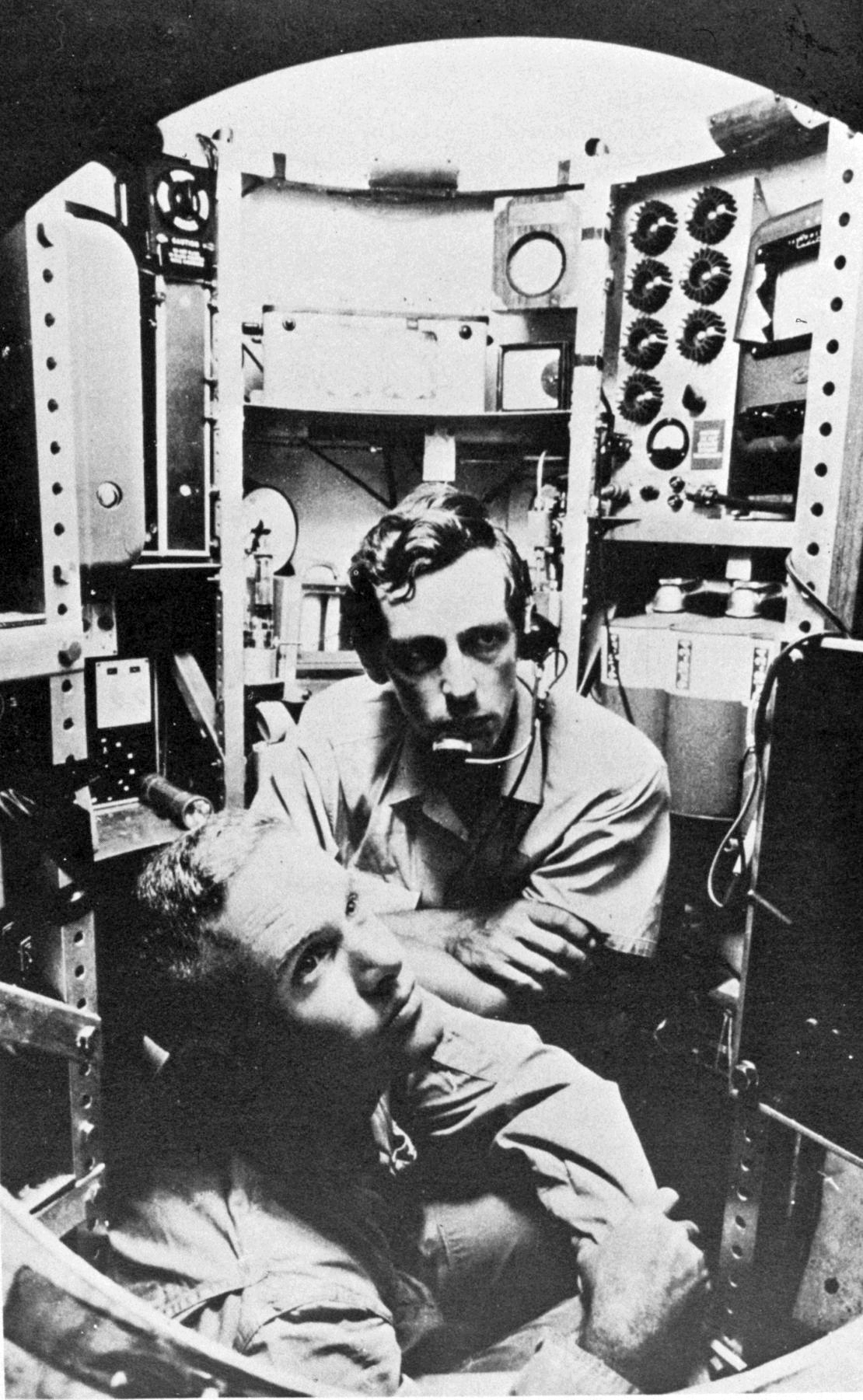
Jacques Piccard.

- 1922: Jacques Piccard, explorador, ingeniero y oceanógrafo suizo (f. 2008).
- 1922: Edwin Vásquez Cam, tirador peruano (f. 1993).
- 1923: Roberto Drago, futbolista peruano (f. 2014).
- 1924: Luigi Musso, piloto de carreras italiano (f. 1958).
- 1925: André Boucourechliev, compositor francés (f. 1997).
- 1925: Baruch Samuel Blumberg, médico e investigador estadounidense, premio nobel de medicina y fisiología en 1976 (f. 2011).
- 1925: Rolf Ludwig, actor alemán (f. 1999).
- 1925: Bruno Pesaola, futbolista y entrenador argentino (f. 2015).
- 1925: Enrique Ponte, futbolista español (f. 2010).
- 1925: Juan Alberto Schiaffino, futbolista uruguayo (f. 2002).
- 1927: John Ashbery, poeta estadounidense (f. 2017).
- 1927: Ermes Muccinelli, futbolista italiano (f. 1994).
- 1927: David Viñas, escritor e historiador argentino (f. 2011).
- 1927: Heini Walter, piloto suizo de automovilismo (f. 2009).
- 1928: Ernesto Deira, artista argentino (f. 1986).
- 1928: Venancio Muro, actor español (f. 1976).

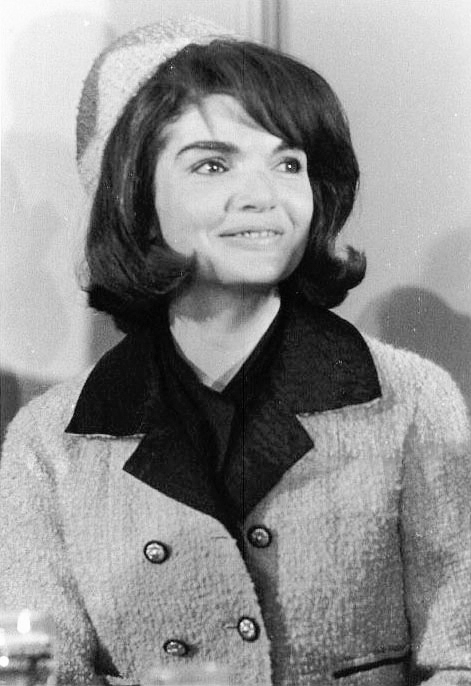
Jacqueline Kennedy Onassis.

- 1929: Jacqueline Kennedy Onassis, primera dama estadounidense (f. 1994).
- 1929: Enrique Gimeno, director de orquesta y músico español (f. 2007).
- 1929: Angélica Gorodischer, escritora argentina (f. 2022).
- 1929: José Solé, escenógrafo mexicano (f. 2017).
- 1930: Juan Carlos De Seta, actor y conductor argentino (f. 1990).
- 1930: Jean Roba, historietista belga.

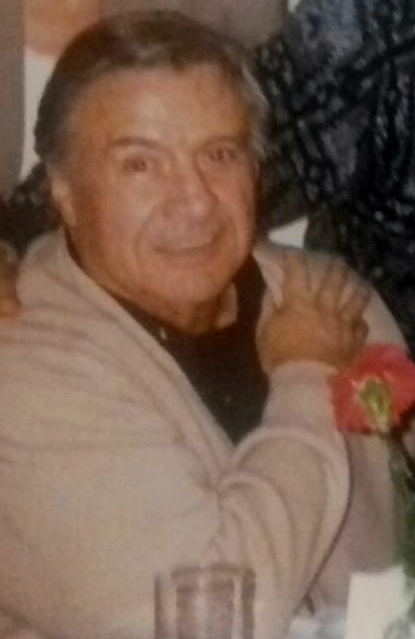
Horacio Gómez Bolaños

- Horacio Gómez Bolaños1930: Horacio Gómez Bolaños, actor mexicano (f. 1999).
- 1931: Ramón Carranza, futbolista argentino (f. 2014).
- 1932: Jacob Neusner, historiador estadounidense (f. 2016).
- 1934: Helen Escobedo, escultora mexicana (f. 2010).
- 1934: Ronald Flowers, futbolista británico (f. 2021).
- 1934: Raúl Macías, boxeador mexicano (f. 2009).
- 1934: Élida Gay Palmer, actriz argentina (f. 1995).
- 1935: Luis Sánchez-Harguindey, médico y político español (f. 2003).
- 1935: José María Iraburu, presbítero y teólogo español.
- 1936: Rosa María Britton, médica panameña (f. 2019).
- 1936: Norberto Galasso, historiador argentino.
- 1936: Garfield Sobers, jugador barbadense de cricket.
- 1937: Felipe Cazals, director, guionista y productor de cine mexicano (f. 2021).
- 1937: Rodolfo González Cruz,  pastor evangélico, misionero y escritor cubano-peruano.
- 1937: Francis Veber, director y guionista francés.
- 1938: Luis Aragonés, jugador y entrenador español de fútbol (f. 2014).
- 1939: Gösta Ekman, actor sueco (f. 2017).
- 1940: Eduardo Endériz, futbolista hispano-uruguayo (f. 1999).
- 1941: Michael Mukasey, abogado y juez estadounidense.
- 1941: Riccardo Muti, director de orquesta y músico italiano.
- 1943: Mike Bloomfield, músico estadounidense, de la banda The Electric Flag (f. 1981).
- 1943: Bill Bradley, baloncestista y político estadounidense.
- 1943: Héctor Pedro Vergez, militar argentino (f. 2025).

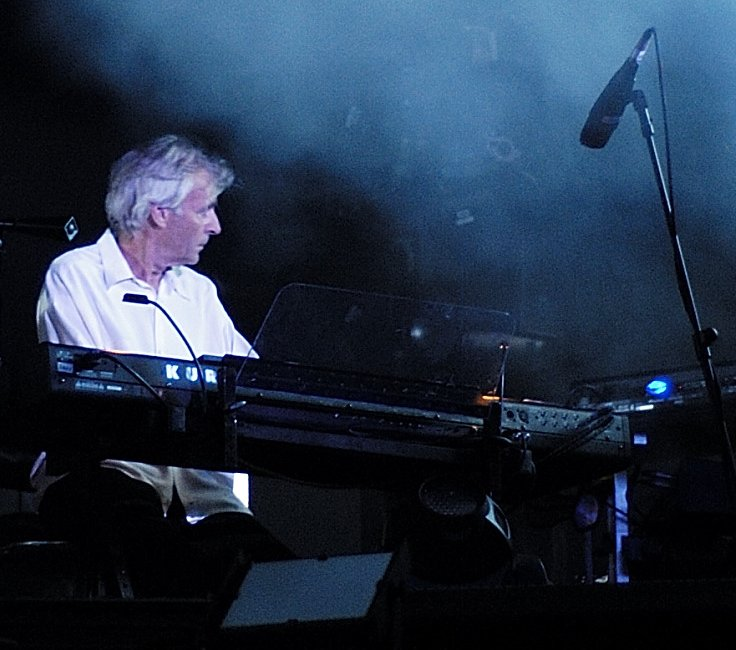
Richard Wright.

- 1943: Richard Wright, tecladista británico, de la banda Pink Floyd (f. 2008).
- 1944: José Miguel Bravo de Laguna, político español.
- 1944: Franz Hasil, futbolista austríaco.
- 1944: Fidel Herráez Vegas, obispo español.
- 1945: Roberto Bendini, militar argentino.
- 1945: Jim Davis, caricaturista estadounidense.
- 1946: Adolfo Scilingo, militar argentino.
- 1947: Roberto Gramajo, futbolista argentino (f. 2023).
- 1947: Darío Jaramillo, escritor colombiano.
- 1947: Coco Legrand, humorista chileno.
- 1947: Carlos Morean, cantante y compositor venezolano (f. 2017).
- 1948: Andrés Aberasturi, periodista español.
- 1948: Iñaki Esnaola, abogado y político español.
- 1948: Ruud Geels, futbolista neerlandés.
- 1948: Sylvia Schmelkes, sociólogo mexicana.
- 1948: Luis Solari, médico y político peruano.
- 1948: Sally Struthers, actriz estadounidense.
- 1949: Martín Costabal, político chileno.
- 1949: Jorge D'Alessandro, futbolista y entrenador argentino.
- 1949: Mario Delgado Aparaín, escritor uruguayo.
- 1949: Simon Kirke, baterista británico.
- 1949: Rik Van Linden, ciclista belga.
- 1949: Steve Peregrin Took, baterista y cantautor británico (f. 1980).
- 1949: Fofito, payaso español.
- 1950: Cristóbal Montoro, político español.
- 1950: Héctor Ortiz Ortiz, político mexicano.
- 1950: Samuel Weymouth Tapley Seaton, político sancristobaleño (f. 2023).
- 1951: Santiago Calatrava, ingeniero, arquitecto y escultor español.
- 1951: Doug Collins, jugador y entrenador de baloncesto estadounidense.
- 1951: Philip J. Crowley, militar y político estadounidense.
- 1951: Ray Kennedy, futbolista británico.
- 1951: Alfredo Pérez Rubalcaba, político español (f. 2019).

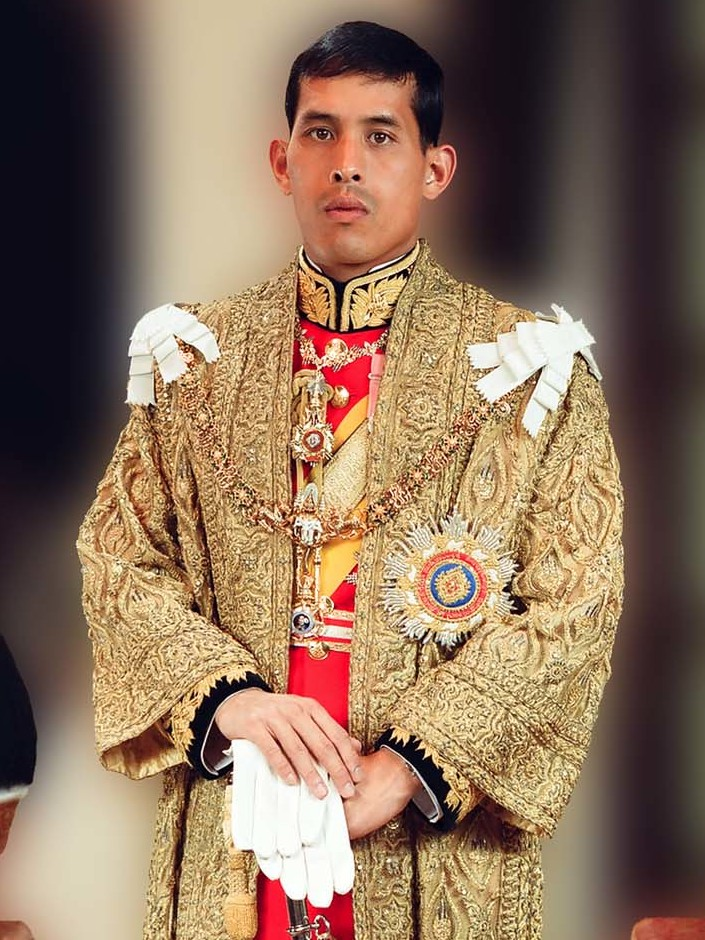
Maha Vajiralongkorn

- 1952: Maha Vajiralongkorn, rey de Tailandia desde 2016.
- 1953: François al-Hajj, general libanés (f. 2007).
- 1954: Bruce Abbott, actor estadounidense.

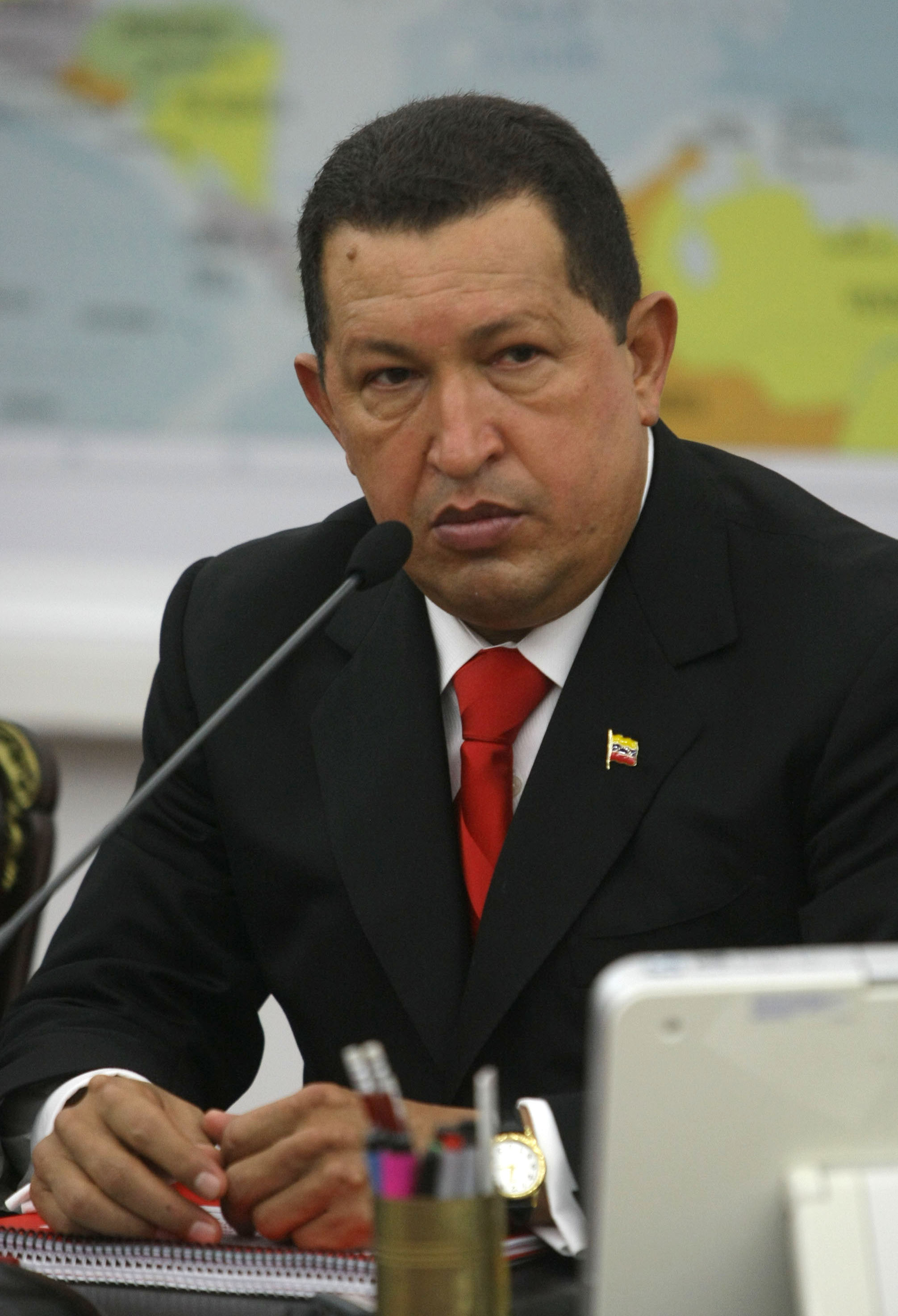
Hugo Chávez.

- 1954: Hugo Chávez político y militar venezolano, presidente de Venezuela entre 1999 y 2013 (f. 2013).
- 1954: Makuko Gallardo, cantante peruano de cumbia. (f. 2005).
- 1954: Gerd Faltings, matemático alemán.
- 1954: Steve Morse, guitarrista estadounidense, de la banda Deep Purple.
- 1954: Antonio Ortega Martínez, político mexicano.
- 1954: Alfonso Sanz, diplomático español.
- 1955: Ubaldo Nestor Sacco, boxeador argentino (f. 1997).
- 1955: Víctor Roura, escritor y periodista mexicano.
- 1956: Guadalupe Larriva, activista ecuatoriana (f. 2007).
- 1957: Raúl Santi, cantante colombiano.
- 1958: Christopher Dean, patinador británico.
- 1958: Terry Fox, atleta y activista político canadiense (f. 1981).
- 1958: Michael Hitchcock, actor y guionista estadounidense.
- 1958: Carlos Pellegrín, obispo chileno.
- 1959: José Manuel Espinosa, futbolista español.
- 1959: Willian Lara, periodista y político venezolano (f. 2010).
- 1959: Marcel Sisniega, cineasta y escritor mexicano (f. 2013).
- 1960: Alex Czerniatynski, futbolista belga.
- 1960: Matilde Ribeiro, activista brasileña.
- 1960: Yōichi Takahashi, dibujante japonés.
- 1961: Julio Aguilera, pintor y escultor venezolano-estadounidense.
- 1961: Yannick Dalmas, piloto de automovilismo francés.
- 1961: Nieves Ibeas, política española.
- 1961: Iñaki Vijandi, ciclista español.
- 1961: Harlem Yu, cantautor taiwanés.
- 1962: Pablo Carbonell, cantante y actor español.
- 1963: Beverley Craven, música y pianista británica.
- 1963: María Pagés, coreógrafa de flamenco española.
- 1964: Lori Loughlin, actriz estadounidense.
- 1964: Raúl Súnico, político chileno.
- 1965: Daniel Cravero, futbolista argentino.
- 1965: Priscilla Chan, cantante hongkonesa.
- 1965: Delfeayo Marsalis, trombonista estadounidense.

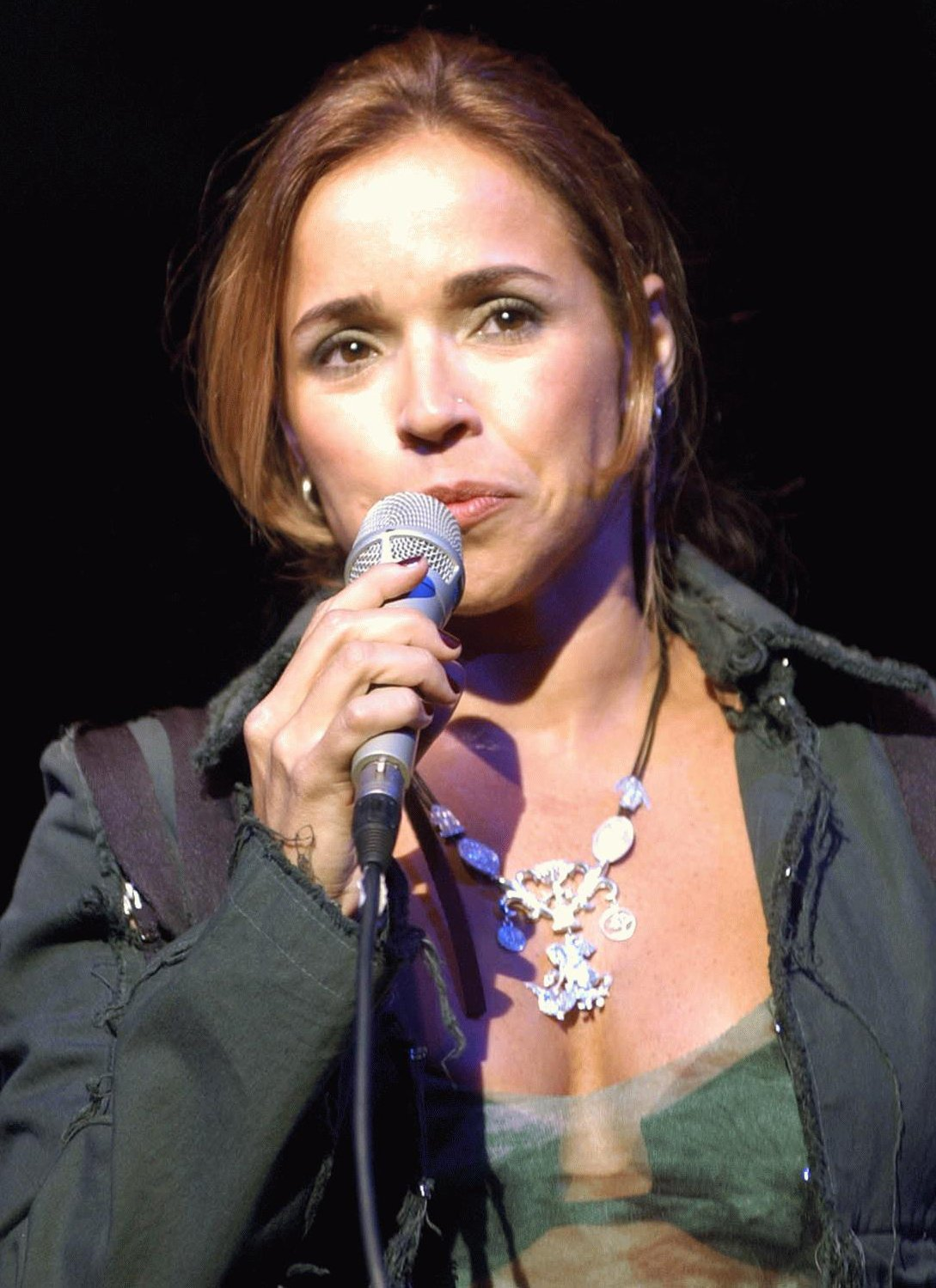
Daniela Mercury.

- 1965: Daniela Mercury, cantante brasileña.
- 1965: Pedro Troglio, futbolista y entrenador argentino.
- 1965: Mariló Montero, presentadora de televisión española.
- 1966: Jesús Cifuentes, músico español, de la banda Celtas Cortos.
- 1966: Miguel Ángel Nadal, futbolista español.
- 1966: Udo Riglewski, tenista alemán.
- 1967: Jesús Diego Cota, futbolista español.
- 1967: Taka Hirose, músico japonés.
- 1968: Rachel Blakely, actriz y modelo australiana.
- 1968: Javier Delgado Prado, futbolista costarricense.
- 1968: Chepe González, ciclista colombiano.
- 1969: Ray Rowe, jugador estadounidense de fútbol americano.
- 1969: Dana White, empresario estadounidense.
- 1970: Michael Amott, guitarrista sueco, de la banda Arch Enemy.
- 1970: Simón Brand, cineasta y comunicador colombiano.
- 1971: Drew Karpyshyn, escritor y diseñador de videojuegos canadiense.
- 1971: Fernando Teixeira Vitienes, árbitro de fútbol español.
- 1972: Elizabeth Berkley, actriz estadounidense.
- 1972: Evan Farmer, actor y presentador de televisión etíope.
- 1972: Petra Magoni, cantante italiana.
- 1973: Émerson Luiz Firmino, futbolista brasileño.
- 1974: José Luis Díaz, futbolista argentino.
- 1974: Róbert Gulyás, baloncestista húngaro.
- 1974: Carmen Ruiz, actriz española.
- 1974: Alexis Tsipras, político griego.
- 1974: Hannah Waddingham, actriz y cantante británica.
- 1975: Marcelo Berza, futbolista argentino.
- 1975: Lucía Riaño, presentadora de televisión española.

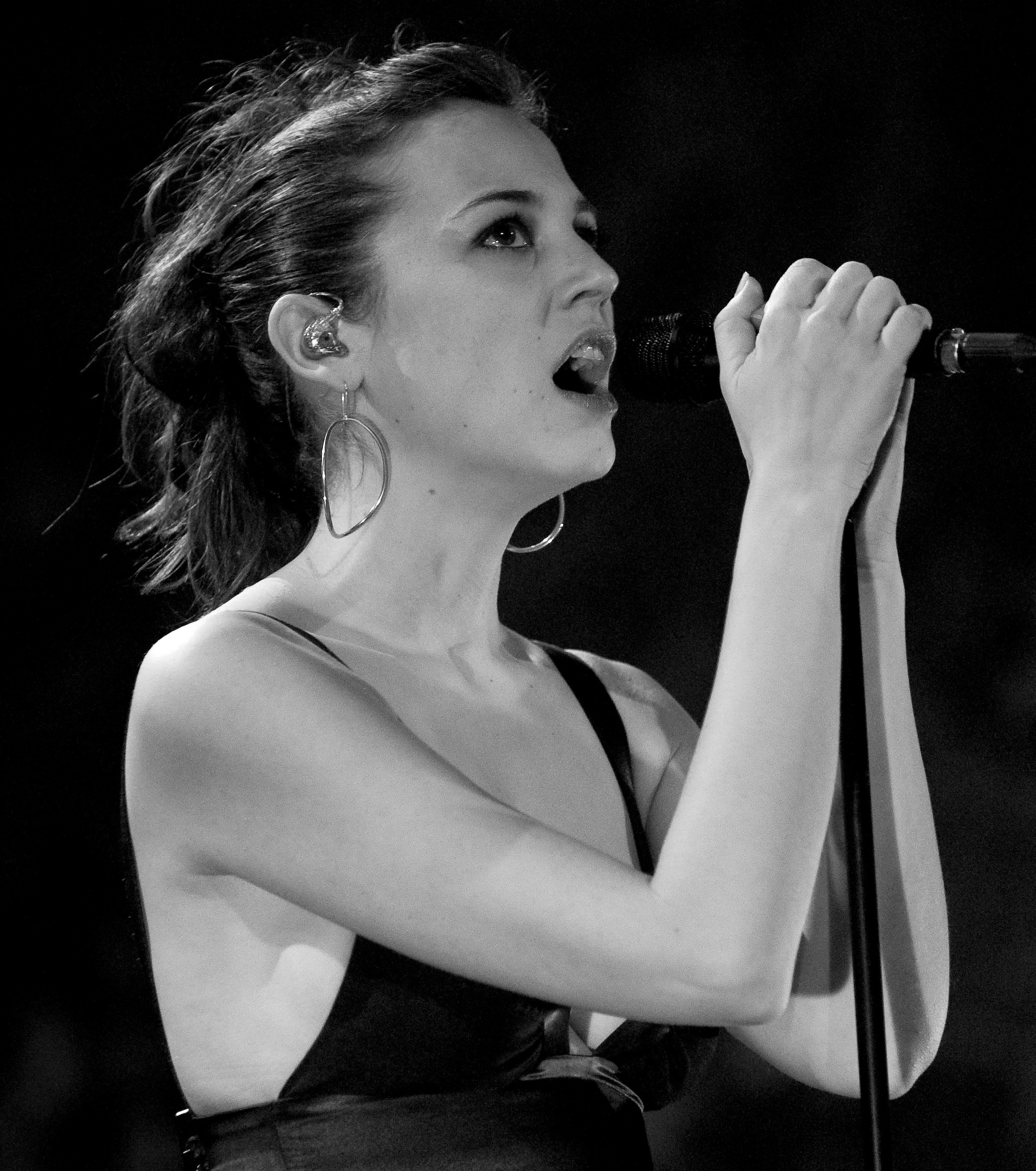
Leonor Watling.

- 1975: Leonor Watling, actriz y cantante española, de la banda Marlango.
- 1975: Chris Day, futbolista inglés.
- 1976: Isabel de Lannoy, noble belga.
- 1976: Jacoby Shaddix, cantante estadounidense, de la banda Papa Roach.

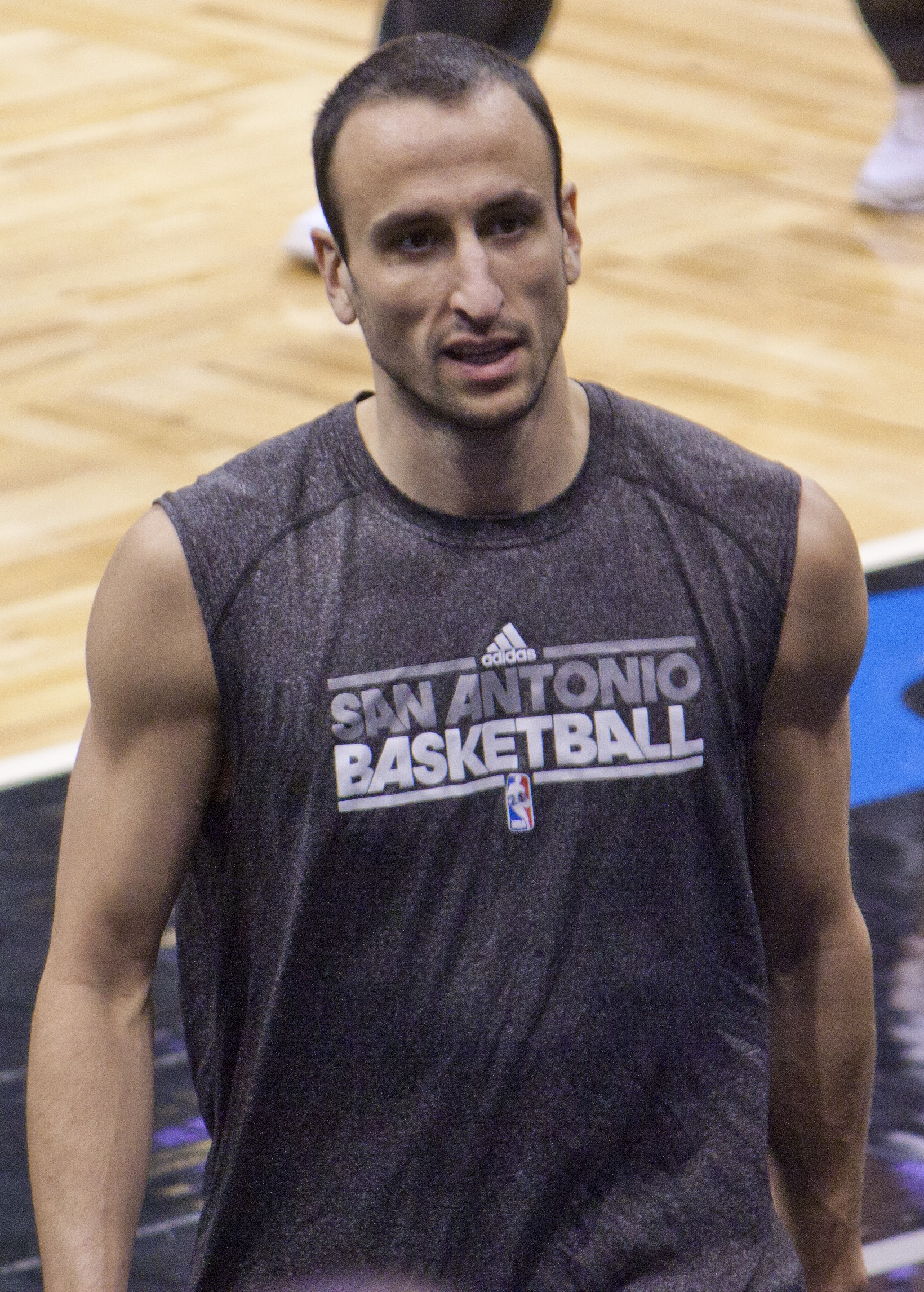
Emanuel Ginóbili.

- 1977: Manu Ginóbili, baloncestista argentino.
- 1978: Hitomi Yaida, compositor y guitarrista japonesa.
- 1978: Marianela González, modelo y actriz venezolana.
- 1979: Hugo Alcântara, futbolista brasileño.
- 1979: Birgitta Haukdal, cantante islandesa.
- 1979: Estefanía Küster, modelo alemana.
- 1979: Roland Bättig, futbolista suizo.
- 1980: Heiko Butscher, futbolista alemán.
- 1980: Darina, compositor mexicana.
- 1980: Stephen Christian, músico estadounidense, de la banda Anberlin.
- 1981: Billy Aaron Brown, actor estadounidense.
- 1981: Michael Carrick, futbolista británico.
- 1981: Willie Green, baloncestista estadounidense.
- 1981: Patrick Long, piloto de automovilismo estadounidense.
- 1981: Samy S. Lynn, escritora española (f. 2017).
- 1981: Jo In-sung, actor surcoreano.
- 1981: Mauro Urtasun, futbolista uruguayo.
- 1982: Joseba Arriaga, futbolista español.
- 1983: Juan Guaidó, ingeniero y político, presidente parcialmente reconocido de Venezuela entre 2019 y 2023.
- 1983: Andy Pando, futbolista peruano.
- 1983: Vladimir Stojković, futbolista serbio.
- 1984: Christine Love, cantante filipina.
- 1984: Leah Luv, actriz porno estadounidense.
- 1984: John David Washington, jugador de fútbol americano y actor estadounidense.
- 1985: Luis Gabriel Castro, futbolista colombiano.
- 1985: Mathieu Debuchy, futbolista francés.
- 1985: Dustin Milligan, actor canadiense.
- 1986: Alexandra Chando, actriz estadounidense.
- 1986: Daniel Grainger, futbolista británico.
- 1986: Georgina Orellano, prostituta argentina.
- 1987: Pedro Rodríguez Ledesma, futbolista español.
- 1987: Yevhen Jacheridi, futbolista ucraniano.
- 1988: Emanuel Biancucchi, futbolista argentino.
- 1988: Richard Ruiz, futbolista venezolano.
- 1989: Albin Ekdal, futbolista sueco.
- 1989: Yuzo Iwakami, futbolista japonés.

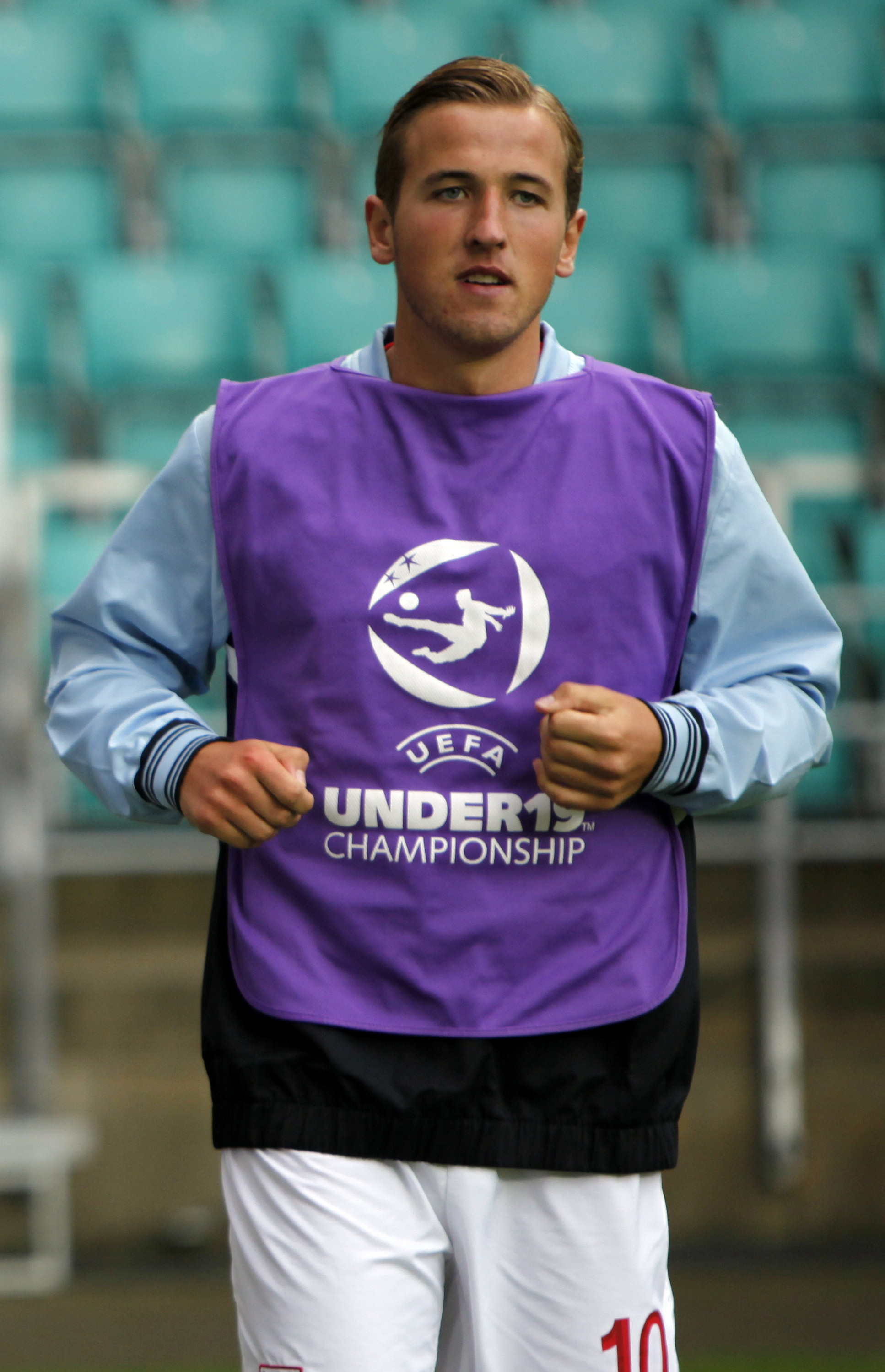
Harry Kane

- 1990: Soulja Boy, rapero estadounidense.
- 1990: Yulián Mejía, futbolista colombiano.
- 1991: Rafael Lopes, futbolista portugués.
- 1992: Spencer Boldman, actor estadounidense.
- 1993: Steven Adams, baloncestista neozelandés.
- 1993: Harry Kane, futbolista británico.
- 1993: Cher Lloyd, cantante británica.
- 1993: Ivo-Valentino Tomaš, futbolista croata (f. 2019).
- 1994: José Manuel García Naranjo, futbolista español.
- 1994: Sven van Beek, futbolista neerlandés.
- 1994: Dominik Holec, futbolista eslovaco.
- 1994: Dario Kurbjeweit, yudoca alemán.
- 1994: Alejandro Bogado, futbolista paraguayo.
- 1995: Bradley Simpson, guitarrista y cantante británico, de la banda The Vamps.
- 1995: Renato Tapia, futbolista peruano.
- 1997: Terrence Bieshaar, baloncestista neerlandés.
- 1998: Ragnar Ache, futbolista alemán.
- 1998: Victoria Baldesarra, actriz y bailarina canadiense.
- 1998: Isaiah Livers, baloncestista estadounidense.
- 1998: Neisser Loyola, esgrimidor belga.
- 1998: Sam Surridge, futbolista inglés.
- 1998: Nelly Korda, golfista estadounidense.
- 1998: Frank Ntilikina, baloncestista francés.
- 1998: Andrew Ogletree, jugador de fútbol americano estadounidense.
- 1998: Noah Gregor, jugador de hockey sobre hielo canadiense.
- 1999: Marcelino Ñamandu, futbolista paraguayo.
- 1999: Alex Haydock-Wilson, atleta británico.
- 2000: Chris Gloster, futbolista estadounidense.
- 2000: Sebastian Soto, futbolista estadounidense.
- 2000: Emile Smith Rowe, futbolista inglés.
- 2000: Camila Soledad Merlos, futbolista argentina.
- 2000: Lee O'Connor, futbolista irlandés.
- 2000: Shunki Higashi, futbolista japonés.
- 2000: Dennis Kernen, piragüista sueco.
- 2000: Keito Nakamura, futbolista japonés.
- 2000: Dominik Yankov, futbolista búlgaro-canadiense.
- 2000: Yasmin Harper, saltadora británica.
- 2000: Ian Rodríguez, piloto de automovilismo guatemalteco.
- 2000: Jorge Espejo Leppe, futbolista chileno.
- 2002: Facundo Kruspzky, futbolista argentino.
- 2002: Lee Tae-seok, futbolista surcoreano.
- 2003: Esmee Brugts, futbolista neerlandesa.
- 2003: Matthew Sates, nadador sudafricano.
- 2003: Nguyễn Thanh Nhàn, futbolista vietnamita.

## Fallecimientos
- 199: Víctor I, papa romano (n. 120).
- 450: Teodosio II, emperador bizantino (n. 401).
- 1057: Papa Víctor II (n. 1018).
- 1128: Guillermo Clito, duque de Normandía (n. 1102).
- 1458: Juan II de Chipre, rey de Chipre (n. 1418).
- 1527: Rodrigo de Bastidas, explorador español (n. 1460).

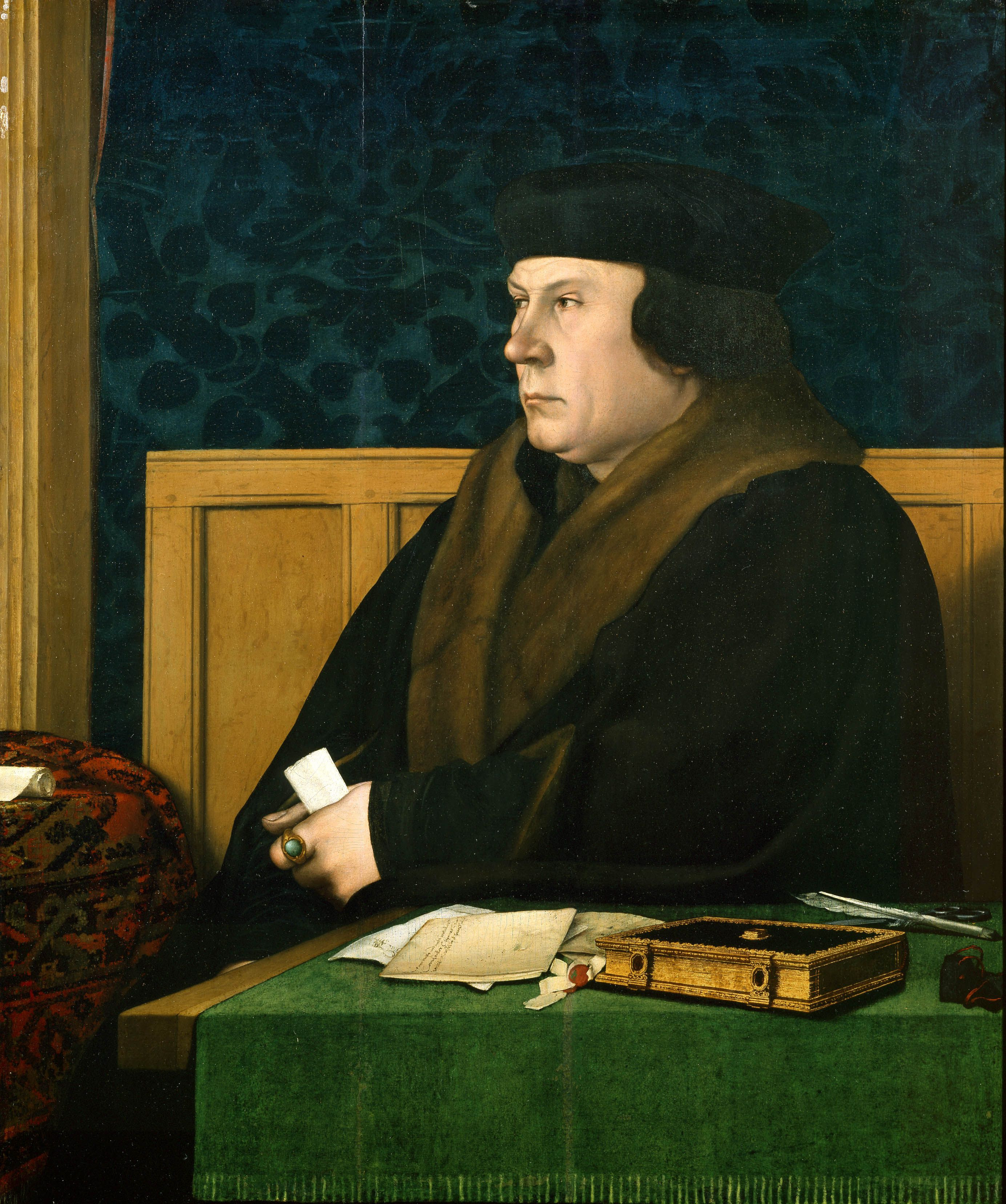
Thomas Cromwell.

- 1535: Esteban Gabriel Merino, cardenal español (n. 1472).
- 1540: Thomas Cromwell, estadista británico (n. 1495).
- 1631: Guillén de Castro, dramaturgo español (n. 1569).
- 1631: Pietro Damini, pintor italiano (n. 1592).
- 1644: Pedro de las Cuevas, pintor español.
- 1655: Cyrano de Bergerac, poeta francés (n. 1619).
- 1667: Abraham Cowley, poeta británico (n. 1618).
- 1723: Mariana Alcoforado, religiosa portuguesa (n. 1640).

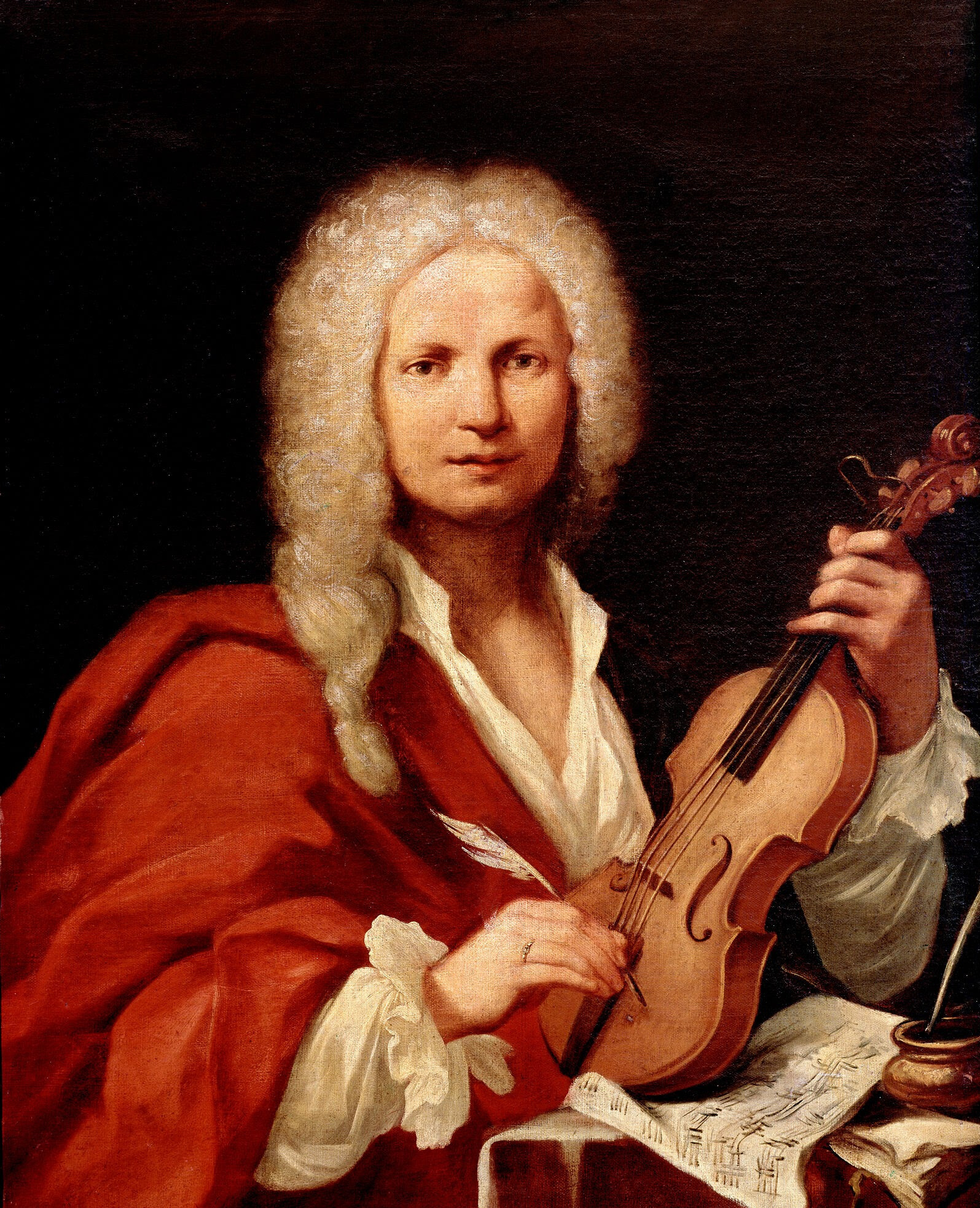
Antonio Vivaldi.

- 1741: Antonio Vivaldi, compositor italiano (n. 1678).

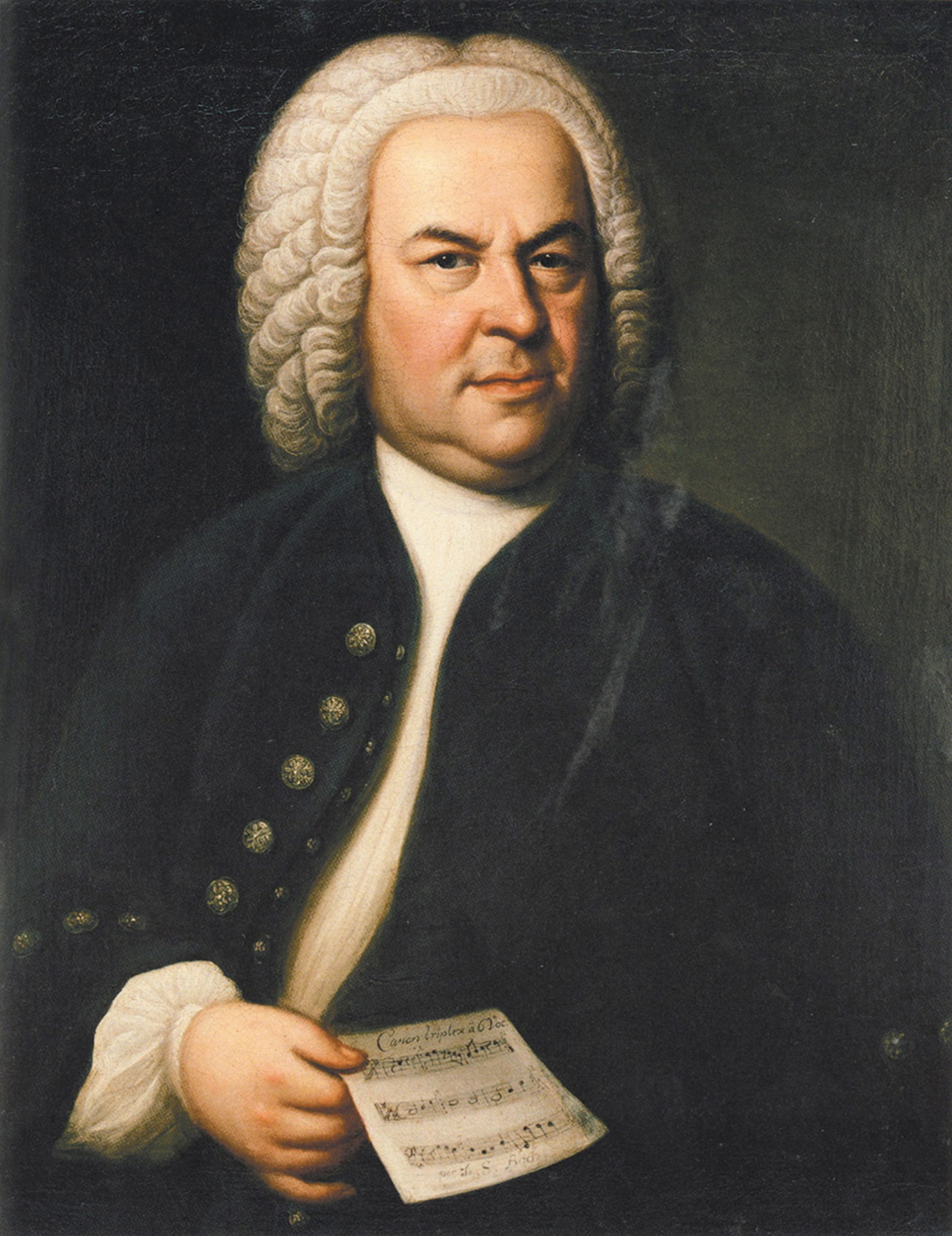
Johann Sebastian Bach.

- 1750: Johann Sebastian Bach, compositor alemán (n. 1685).
- 1750: Conyers Middleton, clérigo británico (n. 1683).
- 1789: Lőrinc Orczy, poeta húngaro (n. 1718).
- 1794: Jean Chouan, contrarrevolucionario francés (n. 1757).
- 1794: Georges Couthon, revolucionario francés (n. 1755).
- 1794: Philippe-François-Joseph Le Bas, revolucionario francés (n. 1762).
- 1794: Jean-Baptiste Fleuriot-Lescot, revolucionario francés (n. 1761).
- 1794: Maximilien de Robespierre, líder de la Revolución francesa (n. 1758).
- 1794: Louis Antoine de Saint-Just, político y militar francés (n. 1767).
- 1802: Giuseppe Sarti, compositor italiano (n. 1729).
- 1808: Selim III, sultán otomano (n. 1761).
- 1818: Gaspard Monge, matemático francés (n. 1746).
- 1819: James Rooke, militar británico (n. 1770).
- 1819: Antonia Santos, revolucionaria colombiana (n. 1782).
- 1835: Édouard Adolphe Casimir Joseph Mortier, mariscal francés (n. 1768).
- 1836: Nathan Mayer Rothschild, banquero británico (n. 1777).
- 1842: Clemens Brentano, poeta alemán (n. 1778).
- 1844: José Bonaparte, rey de España nombrado por su hermano Napoleón I (n. 1768).
- 1848: María Josefa García Granados, escritora guatemalteca (n. 1796).
- 1849: Carlos Alberto de Cerdeña, rey sardo (n. 1792).
- 1852: Stephen Allen, político español (n. 1767).
- 1855: Salomon Mayer Rothschild, banquero alemán (n. 1774).
- 1858: Melchor García Sampedro, obispo español (n. 1821).
- 1858: Manuel Frutos Rodríguez Poitier, sacerdote, educador y parlamentario chileno (n. 1780).
- 1869: Carl Gustav Carus, pintor y micólogo alemán (n. 1789).
- 1869: Jan Evangelista Purkyně, fisiólogo checo (n. 1787).
- 1872: Frederik Kaiser, astrónomo neerlandés (n. 1808).
- 1878: Christian Eduard Langethal, botánico alemán (n. 1806).
- 1879: Pancho Fierro, pintor peruano (n. 1807).
- 1897: Étienne Vacherot, escritor francés (n. 1809).
- 1898: Eduardo Sáenz Hermúa, caricaturista y escritor español (n. 1859).
- 1898: William Pepper, médico estadounidense (n. 1843).
- 1899: Antonio Guzmán Blanco, militar y político venezolano (n. 1829).
- 1905: María Cabrales, revolucionaria cubana (n. 1866).
- 1905: John William Douglas, entomólogo británico (n. 1814).
- 1908: Guilherme Schüch Capanema, ingeniero y físico brasileño (n. 1824).
- 1915: Francisco Needham, aristócrata británico (n. 1842).
- 1920: Germano V, religioso, patriarca de Constantinopla.
- 1922: João Cezimbra Jacques, folclorista, escritor y militar brasileño (n. 1848).
- 1922: J. H. Ryley, cantante y actor británico (n. 1841).
- 1924: José Alonso y Trelles, escritor uruguayo (n. 1857).
- 1925: Léon-Augustin Lhermitte, pintor francés (n. 1844).
- 1925: Luis Monteverde, político argentino (n. 1859).
- 1930: Úrsulo Galván Reyes, líder agrarista y político mexicano (n. 1893).
- 1936: Jenő Károly, futbolista húngaro (n. 1886).
- 1930: Allvar Gullstrand, oftalmólogo sueco, premio nobel de medicina en 1911 (n. 1862).

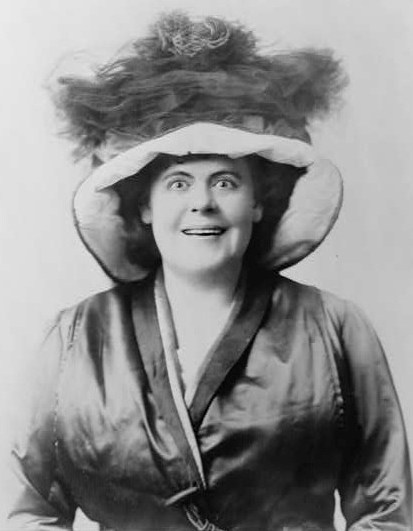
Marie Dressler.

- 1934: Marie Dressler, actriz canadiense (n. 1868).
- 1935: Melecio IV Metaxakis, Patriarca de Constantinopla.
- 1936: Antonio Acuña Carballar, político español (n. 1901).
- 1936: Domingo Burgaleta, abogado y político español (n. 1897).
- 1936: Cándido Catalán Lasala, religioso español (n. 1916).
- 1936: Joaquín García-Hidalgo, periodista y político español (n. 1890).
- 1936: Bautista Garcet, sindicalista y político español (n. 1899).
- 1936: Pedro Poveda, sacerdote y escritor español (n. 1874).
- 1936: Pedro Acacio Sandoval, político español (n. 1870).
- 1937: Gonçalo António da Silva Ferreira Sampaio, botánico portugués (n. 1865).
- 1937: Manuel Suárez Castro, político español (n. 1889).
- 1938: Maria Bonita, bandolera brasileña (n. 1911).
- 1938: Virgulino Ferreira da Silva, bandolero brasileño (n. 1898).
- 1938: Pere Reus Bordoy, juez y político español (n. 1896).
- 1939: Domènec Puigredon, abogado, escritor y político español (n. 1874).
- 1940: Daniela von Bülow, pianista y diseñadora alemana (n. 1860).
- 1940: Gerda Wegener, pintora danesa (n. 1889).
- 1942: William Matthew Flinders Petrie, egiptólogo británico (n. 1853).
- 1944: Ralph H. Fowler, físico estadounidense (n. 1889).
- 1946: Alfonsa de la Inmaculada Concepción, santa católica (n. 1910).
- 1947: Celedonio Flores, poeta argentino (n. 1896).
- 1948: Nikolái Podvoiski, revolucionario ruso (n. 1880).
- 1953: Luis Ambrosio Concha Rodríguez, político chileno (n. 1874).
- 1956: Walter Andrae, arqueólogo alemán (n. 1875).
- 1960: Enrique Amorim, escritor uruguayo (n. 1900).
- 1962: Eddie Costa, pianista estadounidense (n. 1930).
- 1962: Franz Konwitschny, director de orquesta y músico alemán (n. 1901).
- 1963: Carl F. W. Borgward, ingeniero y empresario alemán (n. 1890).
- 1964: Daniel Fernández Crespo, político uruguayo (n. 1901).
- 1964: Wanda Wasilewska, escritora y periodista polaca (n. 1905).
- 1965: Jaime Bestard, pintor paraguayo (n. 1892).
- 1965: Julio Marc, abogado e historiador argentino (n. 1884).
- 1965: Edogawa Rampo, escritor japonés (n. 1894).
- 1966: Karl Saur, ingeniero y político nazi alemán (n. 1902).
- 1968: Otto Hahn, químico alemán (n. 1879).
- 1968: Ángel Herrera Oria, periodista y sacerdote español (n. 1886).
- 1968: Antonio Oliver, crítico literario español (n. 1903).
- 1969: Frank Henry Loesser, compositor estadounidense (n. 1910).
- 1969: Ramón Grau, político cubano (n. 1882).
- 1972: Helen Traubel, soprano estadounidense (n. 1903).
- 1973: Erwin Krüger, compositor, músico y publicista nicaragüense (n. 1915).
- 1976: Rafael Leoz, arquitecto y escultor español (n. 1921).
- 1976: Lucie Mannheim, actriz alemana (n. 1899).
- 1979: George Seaton, cineasta estadounidense (n. 1911).
- 1980: Joaquín Garrigues Walker, empresario y político español (n. 1933).
- 1980: Haydée Santamaría, guerrillera y política cubana (n. 1923).
- 1982: Keith Green, pianista y compositor estadounidense (n. 1953).
- 1982: Coert Steynberg, escultor sudafricano (n. 1905).
- 1984: Jim Bannon, actor estadounidense (n. 1911).
- 1986: John Alcott, director de fotografía británico (n. 1931).
- 1988: Fernando Briones Carmona, pintor español (n. 1905).
- 1990: Jill Esmond, actriz británica (n. 1908).
- 1988: Friedrich Walter Domke, botánico alemán (n. 1899).
- 1988: Zbigniew Herbert, escritor polaco (n. 1924).
- 1989: María Helena Díaz, jueza colombiana (n. 1955)
- 1991: Olimpo Cárdenas, cantante ecuatoriano.
- 1992: Jovan Rašković, político y psiquiatra yugoslavo (n. 1929).
- 1993: Doris Duke, millonaria y filántropa estadounidense (n. 1912).
- 1993: Jacques Laudy, historietista francés (n. 1907).
- 1993: Enrique Montoya, cantaor español (n. 1928).
- 1994: Teresa Casuso Morín, intelectual cubana (n. 1912).
- 1995: Juan Mendoza Rodríguez, político y militar peruano (n. 1902).
- 1996: Manuel Beiras, intelectual y político español (n. 1904).
- 1996: Roger Tory Peterson, ornitólogo estadounidense (n. 1908).
- 1997: Rosalie Crutchley, actriz británica (n. 1920).
- 1997: Seni Pramoj, político tailandés (n. 1905).
- 1998: Consalvo Sanesi, piloto de automovilismo italiano (n. 1911).
- 1999: Trygve Haavelmo, economista noruego (n. 1911).
- 1999: Maksim Munzuk, actor ruso (n. 1910).
- 1999:  Tamara Konstantínova, aviadora militar soviética y Heroína de la Unión Soviética (n. 1919)
- 2001: Fūtarō Yamada, escritor japonés (n. 1922).
- 2002: Archer John Porter Martin, químico británico (n. 1910).
- 2003: Fernando José Trejos Escalante, médico y político costarricense (n. 1922).
- 2004: Francis Crick, físico y biólogo británico, premio nobel de medicina en 1962 (n. 1916).
- 2004: Bernard Saint Hillier, militar francés (n. 1911).
- 2004: Steve Patterson, baloncestista estadounidense (n. 1948).
- 2004: Tiziano Terzani, periodista italiano (n. 1938).
- 2006: David Gemmell, escritor británico (n. 1948).
- 2006: Jaime de Yraolagoitia, escritor español (n. 1964).
- 2007: Osvaldo Cacciatore, militar argentino (n. 1924).
- 2007: Enrique Chirinos Soto, abogado y político peruano (n. 1930).
- 2007: Jim LeRoy, piloto estadounidense (n. 1961).
- 2008: Pierre Berès, librero y coleccionista francés (n. 1913).
- 2008: Carlos Trápaga Barrientos, futbolista y comentarista mexicano (n. 1950).
- 2009: Roberto Ramírez Garza, actor mexicano (n. 1931).

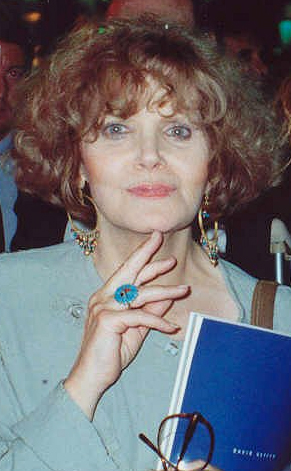
Eileen Brennan

- 2011: Abdul Fatah Younis, exministro, militar y rebelde libio (n. 1944).
- 2011: Ramón Sáez-Royuela, ornitólogo y divulgador científico español (n. 1932).
- 2012: Sepp Mayerl, alpinista austríaco (n. 1937).
- 2013: Eileen Brennan, actriz estadounidense (n. 1932).
- 2013: Pedro Aicart Iniesta, futbolista boliviano (n. 1952).
- 2013: Jacques Maurice, hispanista francés (n. 1934)[3]
- 2013: Rita Reys, cantante neerlandesa (n. 1924).
- 2013: Ersilio Tonini, obispo italiano (n. 1914).
- 2013: Suzanne Krull, actriz, guionista y productora estadounidense (n. 1966).
- 2014: Arturo Goetz, actor argentino (n. 1944).
- 2015: Diego Barisone, futbolista argentino (n. 1989).
- 2019: Eduardo Gómez, actor y cómico español (n. 1951).
- 2021: Johnny Ventura, cantante dominicano (n. 1940).
- 2021: Jospeh Hill, conocido como Dusty Hill, bajista de la bada ZZ Top. (n. 1949).
- 2022: Jaimito Cohen (73), actor argentino (n. 1948).
- 2024: Juan Madera,  compositor y clarinetista colombiano, creador de la afamada canción de cumbia La Pollera Colorá. (n. 1922).
- 2025: Alejandra Oliveras, boxeadora argentina (n. 1978).

## Celebraciones

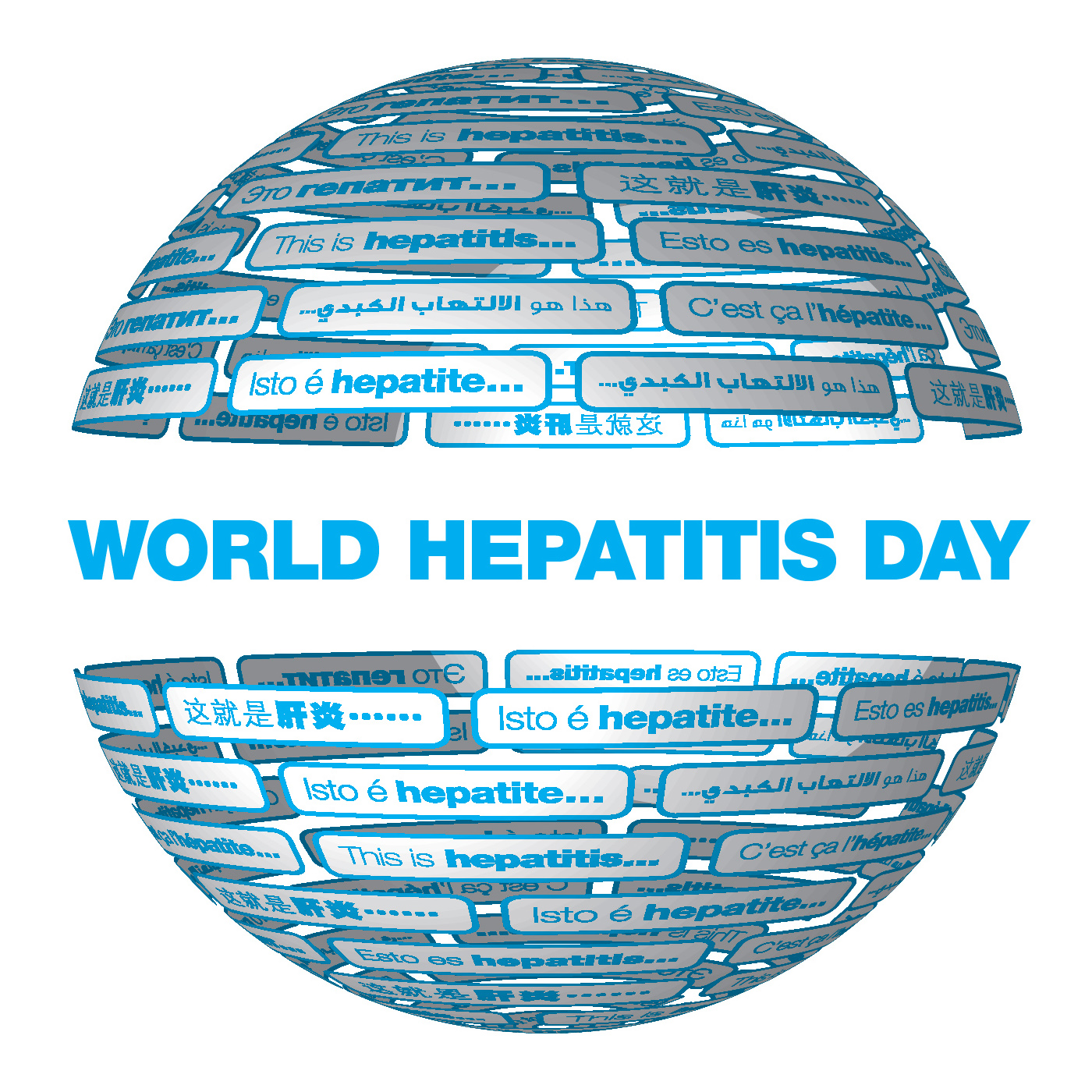
El logotipo del Día Mundial contra la Hepatitis es el símbolo mundial para fomentar una mayor conciencia, acción y apoyo para prevenir y tratar la hepatitis viral.

- Día Mundial contra la Hepatitis.[4]
En homenaje al nacimiento de Baruch Samuel Blumberg, quien descubrió el virus de la Hepatitis B y desarrolló la primera vacuna contra esta enfermedad. La Hepatitis es una infección que produce una inflamación aguda en el hígado. Las hepatitis víricas B y C afectan a 325 millones de personas en todo el mundo y causan 1,4 millones de muertes al año. Son la segunda enfermedad infecciosa más mortífera después de la tuberculosis, y hay 9 veces más personas infectadas por los virus de la hepatitis B y C (VHB y VHC) que por el VIH.
(en inglés: World Hepatitis Day).

 Por países
(Por orden alfabético)
- Argentina: 
  -  Día de la Gendarmería Nacional.[5]
Fue creada durante la presidencia de Roberto M. Ortiz.
Fundación: 28 de julio de 1938 (87 años).
  -  Día del Instructor Militar de la Escuela de Aviación Militar (Fuerza Aérea Argentina).
(Desde 1986).
En recuerdo del mayor Raúl Eugenio Goubat, fallecido el 28 de julio de 1955. Precursor de la Aeronáutica Argentina, fue el primer oficial que obtuvo el brevet de Aviador Militar, y el primer instructor de la especialidad en la Escuela de Aviación Militar. En su honor, la Sala de Instructores de la Primera Compañía del Cuerpo de Cadetes lleva su nombre.
  - Día del Psicomotricista.[6]
En homenaje a Dalila de Costallat, quien ese día, en 1950, recibió la certificación de la especialidad, convirtiéndose en la primera psicomotricista argentina.
  - Día del Promotor Publicitario.[7]
    -  Chubut: 
      - Gŵyl y Glaniad (Fiesta del Desembarco).

- Canadá: 
  - Día de Conmemoración de la Gran Conmoción.[8]
En 2003, una Proclamación Real reconoció los agravios sufridos por los acadianos cuando fueron deportados por la fuerza en 1755. El 28 de julio se declaró esta efeméride a partir del 250º aniversario de estos hechos en 2005. En Nueva Escocia, las actividades conmemorativas se recuerdan en Grand-Pré.
La expulsión de los acadianos —también conocida como la Deportación de los acadianos,[9] la Gran Agitación, la Gran Expulsión, la Gran Deportación (en francés: Le Grand Dérangement et La déportation des Acadiens)— fue el genocidio y limpieza étnica realizado por el Imperio británico contra los acadianos de la región de Acadia (que son las actuales provincias marítimas canadienses de Nueva Escocia, Nuevo Brunswick y la Isla del Príncipe Eduardo) en plena descomposición del Virreinato de Nueva Francia.
(en inglés: Day of Commemoration of the Great Upheaval).

- Chile: 
  - Día Nacional del Campesino.
Conmemora la promulgación de la Ley 16.640 de reforma agraria y la Ley 16.625 de sindicalización campesina, durante el gobierno de Eduardo Frei Montalva.[10]Desde 1972 hasta 1981, esta fecha constituyó un feriado legal. En 1976 cambió su nombre por «Día Nacional del Trabajador Agrícola» y desde 1980 se le denominó «Día Nacional del Campesino».

- Colombia: 
  - Día Nacional de Seguridad y Salud en el Trabajo.[11]
Esta fecha fue establecida mediante la Ley 1562 de 2012, que reformó el sistema de riesgos laborales en Colombia, promoviendo una cultura de prevención de accidentes y enfermedades laborales. El objetivo es promover ambientes laborales seguros y saludables.

- Dinamarca: 
  -  Groenlandia: 
    - Islas Feroe: Ólavsøka (fiesta nacional).

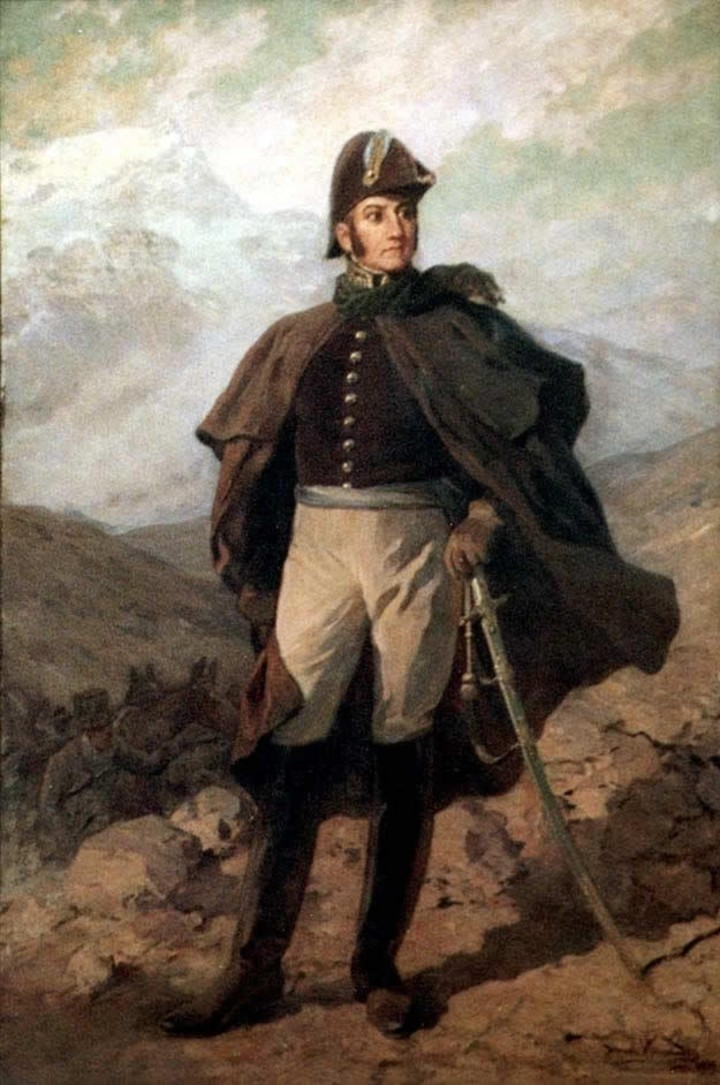
Óleo de José de San Martín, Libertador del Perú de Daniel Hernández Morillo.

El significado literal es Velatorio de San Olaf, o vigilia sancti Olavi en latín, por la muerte de San Olaf en la batalla de Stiklestad de 1030. Como otras fiestas feroesas, el vøka empieza la tarde anterior, así que el Ólavsøka empieza siempre el 28 de julio.

- España: 
  - Cantabria: 
    - Día de las Instituciones.

- Estados Unidos: 
  - Día del Fútbol.[12]
(en inglés: National Soccer Day).
  - Día del Parque Acuático.[13]
(en inglés: National Waterpark Day).
  - Día del Chocolate con Leche.[14]
(en inglés: National Milk Chocolate Day).

- Perú: 
  - Día de la Independencia.
Conocido como Fiestas Patrias, que conmemora la proclamación de la independencia del Perú por José de San Martín en 1821. Las celebraciones, que suelen extenderse al 29 de julio, incluyen desfiles, danzas tradicionales, ferias gastronómicas y actos cívicos en todo el país, con especial relevancia en regiones como Cusco, Arequipa y la Amazonía del Perú.

- San Marino: 
  - Día de la Liberación del Fascismo.
Conmemoración de la caída del Partido Fascista Sanmarinense.

### Santoral católico
- San Acacio de Mileto.[15][16]
- San Botvido de Suecia.[16]
- San Cameliano de Troyes.[16]
- San Eustacio de Ancira.
- San Melchor García Sampedro.[16]

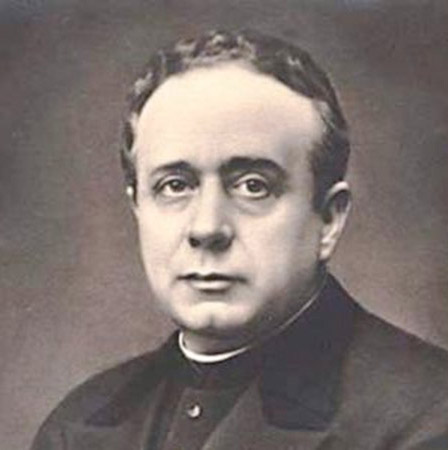
San Pedro Poveda, fundador de la Institución Teresiana, Asociación Internacional de Fieles.

- San Pedro Poveda Castroverde.[16](imagen ilustrativa).
- San Sansón de Dol.[16]
- San Víctor I (papa).[16][17]
- Santa Alfonsa de la Inmaculada Concepción.[16]